# Llista d'asteroides (234001-235000)
Llista d'asteroides del 234.001 al 235.000, amb data de descoberta i descobridor. És un fragment de la llista d'asteroides completa. Als asteroides se'ls dona un número quan es confirma la seva òrbita, per tant apareixen llistats aproximadament segons la data de descobriment.

## 234001-234100
| Nom    | Designació provisional | Data de descobriment   | Lloc de descobriment | Descobridor/s            |
| ------ | ---------------------- | ---------------------- | -------------------- | ------------------------ |
| 234001 | 1997 AQ20              | 11 de gener de 1997    | Kitt Peak            | Spacewatch               |
| 234002 | 1997 CG11              | 3 de febrer de 1997    | Kitt Peak            | Spacewatch               |
| 234003 | 1997 CR11              | 3 de febrer de 1997    | Kitt Peak            | Spacewatch               |
| 234004 | 1997 EJ3               | 2 de març de 1997      | Kitt Peak            | Spacewatch               |
| 234005 | 1997 ER28              | 10 de març de 1997     | Kitt Peak            | Spacewatch               |
| 234006 | 1997 EW30              | 5 de març de 1997      | Kitt Peak            | Spacewatch               |
| 234007 | 1997 ES31              | 10 de març de 1997     | Kitt Peak            | Spacewatch               |
| 234008 | 1997 EL32              | 11 de març de 1997     | Kitt Peak            | Spacewatch               |
| 234009 | 1997 EX39              | 5 de març de 1997      | Socorro              | LINEAR                   |
| 234010 | 1997 FO4               | 31 de març de 1997     | Socorro              | LINEAR                   |
| 234011 | 1997 HE7               | 30 d'abril de 1997     | Socorro              | LINEAR                   |
| 234012 | 1997 LF                | 1 de juny de 1997      | Kitt Peak            | Spacewatch               |
| 234013 | 1997 LR16              | 8 de juny de 1997      | La Silla             | E. W. Elst               |
| 234014 | 1997 WJ11              | 22 de novembre de 1997 | Kitt Peak            | Spacewatch               |
| 234015 | 1998 FJ2               | 20 de març de 1998     | Socorro              | LINEAR                   |
| 234016 | 1998 FP6               | 18 de març de 1998     | Kitt Peak            | Spacewatch               |
| 234017 | 1998 ON3               | 23 de juliol de 1998   | Caussols             | ODAS                     |
| 234018 | 1998 QX44              | 17 d'agost de 1998     | Socorro              | LINEAR                   |
| 234019 | 1998 QH58              | 30 d'agost de 1998     | Kitt Peak            | Spacewatch               |
| 234020 | 1998 RT10              | 13 de setembre de 1998 | Kitt Peak            | Spacewatch               |
| 234021 | 1998 RV13              | 13 de setembre de 1998 | Kitt Peak            | Spacewatch               |
| 234022 | 1998 RR44              | 14 de setembre de 1998 | Socorro              | LINEAR                   |
| 234023 | 1998 RP62              | 14 de setembre de 1998 | Socorro              | LINEAR                   |
| 234024 | 1998 SC33              | 18 de setembre de 1998 | Socorro              | LINEAR                   |
| 234025 | 1998 SA34              | 26 de setembre de 1998 | Socorro              | LINEAR                   |
| 234026 | 1998 SJ35              | 23 de setembre de 1998 | San Marcello         | L. Tesi                  |
| 234027 | 1998 SF47              | 25 de setembre de 1998 | Kitt Peak            | Spacewatch               |
| 234028 | 1998 SY55              | 16 de setembre de 1998 | Anderson Mesa        | LONEOS                   |
| 234029 | 1998 SD78              | 26 de setembre de 1998 | Socorro              | LINEAR                   |
| 234030 | 1998 SR78              | 26 de setembre de 1998 | Socorro              | LINEAR                   |
| 234031 | 1998 SL90              | 26 de setembre de 1998 | Socorro              | LINEAR                   |
| 234032 | 1998 SS136             | 26 de setembre de 1998 | Socorro              | LINEAR                   |
| 234033 | 1998 TF15              | 14 d'octubre de 1998   | Kitt Peak            | Spacewatch               |
| 234034 | 1998 UE44              | 16 d'octubre de 1998   | Kitt Peak            | Spacewatch               |
| 234035 | 1998 VZ42              | 15 de novembre de 1998 | Kitt Peak            | Spacewatch               |
| 234036 | 1998 VZ48              | 15 de novembre de 1998 | Kitt Peak            | Spacewatch               |
| 234037 | 1998 VG57              | 9 de novembre de 1998  | Caussols             | ODAS                     |
| 234038 | 1998 WD38              | 21 de novembre de 1998 | Kitt Peak            | Spacewatch               |
| 234039 | 1998 WP42              | 16 de novembre de 1998 | Haleakala            | NEAT                     |
| 234040 | 1998 XF1               | 7 de desembre de 1998  | Caussols             | ODAS                     |
| 234041 | 1998 XA19              | 10 de desembre de 1998 | Kitt Peak            | Spacewatch               |
| 234042 | 1999 AH32              | 15 de gener de 1999    | Kitt Peak            | Spacewatch               |
| 234043 | 1999 BS4               | 19 de gener de 1999    | Caussols             | ODAS                     |
| 234044 | 1999 BU26              | 16 de gener de 1999    | Kitt Peak            | Spacewatch               |
| 234045 | 1999 CF7               | 10 de febrer de 1999   | Socorro              | LINEAR                   |
| 234046 | 1999 CH29              | 10 de febrer de 1999   | Socorro              | LINEAR                   |
| 234047 | 1999 CY49              | 10 de febrer de 1999   | Socorro              | LINEAR                   |
| 234048 | 1999 CL132             | 8 de febrer de 1999    | Kitt Peak            | Spacewatch               |
| 234049 | 1999 CO147             | 9 de febrer de 1999    | Kitt Peak            | Spacewatch               |
| 234050 | 1999 CX148             | 12 de febrer de 1999   | Kitt Peak            | Spacewatch               |
| 234051 | 1999 EZ9               | 14 de març de 1999     | Kitt Peak            | Spacewatch               |
| 234052 | 1999 EL14              | 10 de març de 1999     | Kitt Peak            | Spacewatch               |
| 234053 | 1999 FR1               | 16 de març de 1999     | Kitt Peak            | Spacewatch               |
| 234054 | 1999 FF12              | 18 de març de 1999     | Kitt Peak            | Spacewatch               |
| 234055 | 1999 FO17              | 23 de març de 1999     | Kitt Peak            | Spacewatch               |
| 234056 | 1999 FZ19              | 19 de març de 1999     | Kitt Peak            | Spacewatch               |
| 234057 | 1999 FZ79              | 20 de març de 1999     | Apache Point         | Sloan Digital Sky Survey |
| 234058 | 1999 FK84              | 21 de març de 1999     | Apache Point         | Sloan Digital Sky Survey |
| 234059 | 1999 GT15              | 15 d'abril de 1999     | Kitt Peak            | Spacewatch               |
| 234060 | 1999 GY63              | 7 d'abril de 1999      | Kitt Peak            | Spacewatch               |
| 234061 | 1999 HE1               | 18 d'abril de 1999     | Catalina             | CSS                      |
| 234062 | 1999 HL1               | 17 d'abril de 1999     | Socorro              | LINEAR                   |
| 234063 | 1999 HO6               | 18 d'abril de 1999     | Kitt Peak            | Spacewatch               |
| 234064 | 1999 JB70              | 12 de maig de 1999     | Socorro              | LINEAR                   |
| 234065 | 1999 JJ115             | 13 de maig de 1999     | Socorro              | LINEAR                   |
| 234066 | 1999 LD15              | 12 de juny de 1999     | Socorro              | LINEAR                   |
| 234067 | 1999 LB30              | 12 de juny de 1999     | Kitt Peak            | Spacewatch               |
| 234068 | 1999 LU30              | 12 de juny de 1999     | Kitt Peak            | Spacewatch               |
| 234069 | 1999 OA                | 16 de juliol de 1999   | Woomera              | F. B. Zoltowski          |
| 234070 | 1999 PV1               | 9 d'agost de 1999      | Reedy Creek          | J. Broughton             |
| 234071 | 1999 RG141             | 9 de setembre de 1999  | Socorro              | LINEAR                   |
| 234072 | 1999 RJ190             | 10 de setembre de 1999 | Socorro              | LINEAR                   |
| 234073 | 1999 RT193             | 7 de setembre de 1999  | Socorro              | LINEAR                   |
| 234074 | 1999 RX251             | 6 de setembre de 1999  | Catalina             | CSS                      |
| 234075 | 1999 RS253             | 10 de setembre de 1999 | Kitt Peak            | Spacewatch               |
| 234076 | 1999 SB3               | 24 de setembre de 1999 | Socorro              | LINEAR                   |
| 234077 | 1999 SH26              | 30 de setembre de 1999 | Socorro              | LINEAR                   |
| 234078 | 1999 TO12              | 12 d'octubre de 1999   | Prescott             | P. G. Comba              |
| 234079 | 1999 TO48              | 4 d'octubre de 1999    | Kitt Peak            | Spacewatch               |
| 234080 | 1999 TP54              | 6 d'octubre de 1999    | Kitt Peak            | Spacewatch               |
| 234081 | 1999 TE70              | 9 d'octubre de 1999    | Kitt Peak            | Spacewatch               |
| 234082 | 1999 TF70              | 9 d'octubre de 1999    | Kitt Peak            | Spacewatch               |
| 234083 | 1999 TT98              | 2 d'octubre de 1999    | Socorro              | LINEAR                   |
| 234084 | 1999 TN99              | 2 d'octubre de 1999    | Socorro              | LINEAR                   |
| 234085 | 1999 TE104             | 3 d'octubre de 1999    | Socorro              | LINEAR                   |
| 234086 | 1999 TV113             | 4 d'octubre de 1999    | Socorro              | LINEAR                   |
| 234087 | 1999 TG133             | 6 d'octubre de 1999    | Socorro              | LINEAR                   |
| 234088 | 1999 TS133             | 6 d'octubre de 1999    | Socorro              | LINEAR                   |
| 234089 | 1999 TS158             | 8 d'octubre de 1999    | Socorro              | LINEAR                   |
| 234090 | 1999 TQ159             | 9 d'octubre de 1999    | Socorro              | LINEAR                   |
| 234091 | 1999 TC167             | 10 d'octubre de 1999   | Socorro              | LINEAR                   |
| 234092 | 1999 TU168             | 10 d'octubre de 1999   | Socorro              | LINEAR                   |
| 234093 | 1999 TL170             | 10 d'octubre de 1999   | Socorro              | LINEAR                   |
| 234094 | 1999 TN183             | 11 d'octubre de 1999   | Socorro              | LINEAR                   |
| 234095 | 1999 TO184             | 12 d'octubre de 1999   | Socorro              | LINEAR                   |
| 234096 | 1999 TT227             | 1 d'octubre de 1999    | Kitt Peak            | Spacewatch               |
| 234097 | 1999 TG235             | 3 d'octubre de 1999    | Catalina             | CSS                      |
| 234098 | 1999 TJ243             | 6 d'octubre de 1999    | Socorro              | LINEAR                   |
| 234099 | 1999 TO293             | 12 d'octubre de 1999   | Socorro              | LINEAR                   |
| 234100 | 1999 TU299             | 2 d'octubre de 1999    | Kitt Peak            | Spacewatch               |

## 234101-234200
| Nom    | Designació provisional | Data de descobriment   | Lloc de descobriment | Descobridor/s   |
| ------ | ---------------------- | ---------------------- | -------------------- | --------------- |
| 234101 | 1999 UK37              | 16 d'octubre de 1999   | Kitt Peak            | Spacewatch      |
| 234102 | 1999 UK42              | 28 d'octubre de 1999   | Catalina             | CSS             |
| 234103 | 1999 UO52              | 31 d'octubre de 1999   | Catalina             | CSS             |
| 234104 | 1999 UA57              | 29 d'octubre de 1999   | Kitt Peak            | Spacewatch      |
| 234105 | 1999 VP15              | 2 de novembre de 1999  | Kitt Peak            | Spacewatch      |
| 234106 | 1999 VU39              | 11 de novembre de 1999 | Kitt Peak            | Spacewatch      |
| 234107 | 1999 VP42              | 4 de novembre de 1999  | Kitt Peak            | Spacewatch      |
| 234108 | 1999 VR82              | 1 de novembre de 1999  | Kitt Peak            | Spacewatch      |
| 234109 | 1999 VA116             | 4 de novembre de 1999  | Kitt Peak            | Spacewatch      |
| 234110 | 1999 VL126             | 9 de novembre de 1999  | Kitt Peak            | Spacewatch      |
| 234111 | 1999 VU130             | 9 de novembre de 1999  | Kitt Peak            | Spacewatch      |
| 234112 | 1999 VD167             | 14 de novembre de 1999 | Socorro              | LINEAR          |
| 234113 | 1999 VY167             | 14 de novembre de 1999 | Socorro              | LINEAR          |
| 234114 | 1999 VH186             | 15 de novembre de 1999 | Socorro              | LINEAR          |
| 234115 | 1999 VT218             | 3 de novembre de 1999  | Kitt Peak            | Spacewatch      |
| 234116 | 1999 VX224             | 5 de novembre de 1999  | Socorro              | LINEAR          |
| 234117 | 1999 WZ12              | 26 de novembre de 1999 | Ondrejov             | L. Sarounova    |
| 234118 | 1999 XO2               | 3 de desembre de 1999  | Kitt Peak            | Spacewatch      |
| 234119 | 1999 XZ2               | 4 de desembre de 1999  | Catalina             | CSS             |
| 234120 | 1999 XD23              | 6 de desembre de 1999  | Socorro              | LINEAR          |
| 234121 | 1999 XJ51              | 7 de desembre de 1999  | Socorro              | LINEAR          |
| 234122 | 1999 XP111             | 7 de desembre de 1999  | Socorro              | LINEAR          |
| 234123 | 1999 XJ130             | 12 de desembre de 1999 | Socorro              | LINEAR          |
| 234124 | 1999 XM140             | 2 de desembre de 1999  | Kitt Peak            | Spacewatch      |
| 234125 | 1999 XN219             | 15 de desembre de 1999 | Kitt Peak            | Spacewatch      |
| 234126 | 1999 YQ15              | 31 de desembre de 1999 | Kitt Peak            | Spacewatch      |
| 234127 | 1999 YQ23              | 16 de desembre de 1999 | Kitt Peak            | Spacewatch      |
| 234128 | 1999 YL24              | 17 de desembre de 1999 | Kitt Peak            | Spacewatch      |
| 234129 | 2000 AN129             | 5 de gener de 2000     | Socorro              | LINEAR          |
| 234130 | 2000 BX32              | 28 de gener de 2000    | Kitt Peak            | Spacewatch      |
| 234131 | 2000 BY36              | 30 de gener de 2000    | Kitt Peak            | Spacewatch      |
| 234132 | 2000 BL37              | 26 de gener de 2000    | Kitt Peak            | Spacewatch      |
| 234133 | 2000 CQ139             | 3 de febrer de 2000    | Kitt Peak            | Spacewatch      |
| 234134 | 2000 CO142             | 4 de febrer de 2000    | Kitt Peak            | Spacewatch      |
| 234135 | 2000 DJ11              | 27 de febrer de 2000   | Kitt Peak            | Spacewatch      |
| 234136 | 2000 DT16              | 29 de febrer de 2000   | Socorro              | LINEAR          |
| 234137 | 2000 DC59              | 29 de febrer de 2000   | Socorro              | LINEAR          |
| 234138 | 2000 DC100             | 29 de febrer de 2000   | Socorro              | LINEAR          |
| 234139 | 2000 DE102             | 29 de febrer de 2000   | Socorro              | LINEAR          |
| 234140 | 2000 DE103             | 29 de febrer de 2000   | Socorro              | LINEAR          |
| 234141 | 2000 EJ9               | 3 de març de 2000      | Socorro              | LINEAR          |
| 234142 | 2000 EA22              | 5 de març de 2000      | Socorro              | LINEAR          |
| 234143 | 2000 EY44              | 9 de març de 2000      | Socorro              | LINEAR          |
| 234144 | 2000 ET50              | 11 de març de 2000     | Tebbutt              | F. B. Zoltowski |
| 234145 | 2000 EW70              | 9 de març de 2000      | Socorro              | LINEAR          |
| 234146 | 2000 EM101             | 12 de març de 2000     | Kitt Peak            | Spacewatch      |
| 234147 | 2000 FP                | 25 de març de 2000     | Kitt Peak            | Spacewatch      |
| 234148 | 2000 FF1               | 26 de març de 2000     | Socorro              | LINEAR          |
| 234149 | 2000 FG4               | 27 de març de 2000     | Kitt Peak            | Spacewatch      |
| 234150 | 2000 FO14              | 30 de març de 2000     | Kitt Peak            | Spacewatch      |
| 234151 | 2000 FX18              | 29 de març de 2000     | Socorro              | LINEAR          |
| 234152 | 2000 GK11              | 5 d'abril de 2000      | Socorro              | LINEAR          |
| 234153 | 2000 GL26              | 5 d'abril de 2000      | Socorro              | LINEAR          |
| 234154 | 2000 GP62              | 5 d'abril de 2000      | Socorro              | LINEAR          |
| 234155 | 2000 GO150             | 5 d'abril de 2000      | Socorro              | LINEAR          |
| 234156 | 2000 GO165             | 5 d'abril de 2000      | Socorro              | LINEAR          |
| 234157 | 2000 GE168             | 4 d'abril de 2000      | Anderson Mesa        | LONEOS          |
| 234158 | 2000 HQ4               | 27 d'abril de 2000     | Kitt Peak            | Spacewatch      |
| 234159 | 2000 HB16              | 29 d'abril de 2000     | Socorro              | LINEAR          |
| 234160 | 2000 HS72              | 26 d'abril de 2000     | Kitt Peak            | Spacewatch      |
| 234161 | 2000 HP82              | 29 d'abril de 2000     | Socorro              | LINEAR          |
| 234162 | 2000 HM103             | 27 d'abril de 2000     | Anderson Mesa        | LONEOS          |
| 234163 | 2000 JB86              | 2 de maig de 2000      | Socorro              | LINEAR          |
| 234164 | 2000 KD2               | 26 de maig de 2000     | Socorro              | LINEAR          |
| 234165 | 2000 KF57              | 29 de maig de 2000     | Anderson Mesa        | LONEOS          |
| 234166 | 2000 KD67              | 31 de maig de 2000     | Socorro              | LINEAR          |
| 234167 | 2000 KV69              | 29 de maig de 2000     | Socorro              | LINEAR          |
| 234168 | 2000 LB                | 1 de juny de 2000      | Kitt Peak            | Spacewatch      |
| 234169 | 2000 LR                | 2 de juny de 2000      | Reedy Creek          | J. Broughton    |
| 234170 | 2000 LG22              | 6 de juny de 2000      | Kitt Peak            | Spacewatch      |
| 234171 | 2000 LB28              | 10 de juny de 2000     | Prescott             | P. G. Comba     |
| 234172 | 2000 ND18              | 5 de juliol de 2000    | Anderson Mesa        | LONEOS          |
| 234173 | 2000 NO18              | 5 de juliol de 2000    | Anderson Mesa        | LONEOS          |
| 234174 | 2000 OJ2               | 28 de juliol de 2000   | Prescott             | P. G. Comba     |
| 234175 | 2000 OH36              | 24 de juliol de 2000   | Socorro              | LINEAR          |
| 234176 | 2000 OS54              | 29 de juliol de 2000   | Anderson Mesa        | LONEOS          |
| 234177 | 2000 QZ1               | 24 d'agost de 2000     | Socorro              | LINEAR          |
| 234178 | 2000 QW6               | 24 d'agost de 2000     | Socorro              | LINEAR          |
| 234179 | 2000 QJ7               | 25 d'agost de 2000     | Socorro              | LINEAR          |
| 234180 | 2000 QK15              | 24 d'agost de 2000     | Socorro              | LINEAR          |
| 234181 | 2000 QS16              | 24 d'agost de 2000     | Socorro              | LINEAR          |
| 234182 | 2000 QT17              | 24 d'agost de 2000     | Socorro              | LINEAR          |
| 234183 | 2000 QU46              | 24 d'agost de 2000     | Socorro              | LINEAR          |
| 234184 | 2000 QT53              | 25 d'agost de 2000     | Socorro              | LINEAR          |
| 234185 | 2000 QM70              | 28 d'agost de 2000     | Socorro              | LINEAR          |
| 234186 | 2000 QB80              | 24 d'agost de 2000     | Socorro              | LINEAR          |
| 234187 | 2000 QP80              | 24 d'agost de 2000     | Socorro              | LINEAR          |
| 234188 | 2000 QN91              | 25 d'agost de 2000     | Socorro              | LINEAR          |
| 234189 | 2000 QU94              | 26 d'agost de 2000     | Socorro              | LINEAR          |
| 234190 | 2000 QM99              | 28 d'agost de 2000     | Socorro              | LINEAR          |
| 234191 | 2000 QA126             | 31 d'agost de 2000     | Socorro              | LINEAR          |
| 234192 | 2000 QU136             | 29 d'agost de 2000     | Socorro              | LINEAR          |
| 234193 | 2000 QK140             | 31 d'agost de 2000     | Socorro              | LINEAR          |
| 234194 | 2000 QS142             | 31 d'agost de 2000     | Socorro              | LINEAR          |
| 234195 | 2000 QH153             | 29 d'agost de 2000     | Socorro              | LINEAR          |
| 234196 | 2000 QT156             | 31 d'agost de 2000     | Socorro              | LINEAR          |
| 234197 | 2000 QE180             | 31 d'agost de 2000     | Socorro              | LINEAR          |
| 234198 | 2000 QN191             | 26 d'agost de 2000     | Socorro              | LINEAR          |
| 234199 | 2000 QH203             | 29 d'agost de 2000     | Socorro              | LINEAR          |
| 234200 | 2000 QA205             | 31 d'agost de 2000     | Socorro              | LINEAR          |

## 234201-234300
| Nom    | Designació provisional | Data de descobriment   | Lloc de descobriment | Descobridor/s         |
| ------ | ---------------------- | ---------------------- | -------------------- | --------------------- |
| 234201 | 2000 QK208             | 31 d'agost de 2000     | Socorro              | LINEAR                |
| 234202 | 2000 QP219             | 20 d'agost de 2000     | Anderson Mesa        | LONEOS                |
| 234203 | 2000 QN229             | 31 d'agost de 2000     | Socorro              | LINEAR                |
| 234204 | 2000 RM22              | 1 de setembre de 2000  | Socorro              | LINEAR                |
| 234205 | 2000 RW58              | 7 de setembre de 2000  | Kitt Peak            | Spacewatch            |
| 234206 | 2000 RN69              | 2 de setembre de 2000  | Socorro              | LINEAR                |
| 234207 | 2000 RV88              | 3 de setembre de 2000  | Socorro              | LINEAR                |
| 234208 | 2000 SH11              | 23 de setembre de 2000 | Socorro              | LINEAR                |
| 234209 | 2000 SJ18              | 23 de setembre de 2000 | Socorro              | LINEAR                |
| 234210 | 2000 SG40              | 24 de setembre de 2000 | Socorro              | LINEAR                |
| 234211 | 2000 SM44              | 27 de setembre de 2000 | Socorro              | LINEAR                |
| 234212 | 2000 SQ54              | 24 de setembre de 2000 | Socorro              | LINEAR                |
| 234213 | 2000 SH63              | 24 de setembre de 2000 | Socorro              | LINEAR                |
| 234214 | 2000 SC70              | 24 de setembre de 2000 | Socorro              | LINEAR                |
| 234215 | 2000 SB77              | 24 de setembre de 2000 | Socorro              | LINEAR                |
| 234216 | 2000 SX104             | 24 de setembre de 2000 | Socorro              | LINEAR                |
| 234217 | 2000 SC113             | 24 de setembre de 2000 | Socorro              | LINEAR                |
| 234218 | 2000 SD114             | 24 de setembre de 2000 | Socorro              | LINEAR                |
| 234219 | 2000 SX114             | 24 de setembre de 2000 | Socorro              | LINEAR                |
| 234220 | 2000 SK118             | 24 de setembre de 2000 | Socorro              | LINEAR                |
| 234221 | 2000 SZ140             | 23 de setembre de 2000 | Socorro              | LINEAR                |
| 234222 | 2000 SF141             | 23 de setembre de 2000 | Socorro              | LINEAR                |
| 234223 | 2000 SR142             | 23 de setembre de 2000 | Socorro              | LINEAR                |
| 234224 | 2000 SZ144             | 24 de setembre de 2000 | Socorro              | LINEAR                |
| 234225 | 2000 SQ168             | 23 de setembre de 2000 | Socorro              | LINEAR                |
| 234226 | 2000 SW173             | 28 de setembre de 2000 | Socorro              | LINEAR                |
| 234227 | 2000 SR215             | 26 de setembre de 2000 | Socorro              | LINEAR                |
| 234228 | 2000 SZ227             | 28 de setembre de 2000 | Socorro              | LINEAR                |
| 234229 | 2000 SG233             | 30 de setembre de 2000 | Socorro              | LINEAR                |
| 234230 | 2000 ST233             | 21 de setembre de 2000 | Socorro              | LINEAR                |
| 234231 | 2000 SX235             | 24 de setembre de 2000 | Socorro              | LINEAR                |
| 234232 | 2000 SZ245             | 24 de setembre de 2000 | Socorro              | LINEAR                |
| 234233 | 2000 SH257             | 24 de setembre de 2000 | Socorro              | LINEAR                |
| 234234 | 2000 SV258             | 24 de setembre de 2000 | Socorro              | LINEAR                |
| 234235 | 2000 SR268             | 27 de setembre de 2000 | Socorro              | LINEAR                |
| 234236 | 2000 SG272             | 28 de setembre de 2000 | Socorro              | LINEAR                |
| 234237 | 2000 SE275             | 28 de setembre de 2000 | Socorro              | LINEAR                |
| 234238 | 2000 SL285             | 23 de setembre de 2000 | Socorro              | LINEAR                |
| 234239 | 2000 SL305             | 30 de setembre de 2000 | Socorro              | LINEAR                |
| 234240 | 2000 SH316             | 30 de setembre de 2000 | Socorro              | LINEAR                |
| 234241 | 2000 SJ327             | 29 de setembre de 2000 | Haleakala            | NEAT                  |
| 234242 | 2000 SC340             | 24 de setembre de 2000 | Socorro              | LINEAR                |
| 234243 | 2000 ST352             | 30 de setembre de 2000 | Anderson Mesa        | LONEOS                |
| 234244 | 2000 SS361             | 23 de setembre de 2000 | Anderson Mesa        | LONEOS                |
| 234245 | 2000 TK3               | 1 d'octubre de 2000    | Socorro              | LINEAR                |
| 234246 | 2000 TJ12              | 1 d'octubre de 2000    | Socorro              | LINEAR                |
| 234247 | 2000 TF29              | 3 d'octubre de 2000    | Socorro              | LINEAR                |
| 234248 | 2000 TR40              | 1 d'octubre de 2000    | Socorro              | LINEAR                |
| 234249 | 2000 TZ44              | 1 d'octubre de 2000    | Socorro              | LINEAR                |
| 234250 | 2000 TU46              | 1 d'octubre de 2000    | Anderson Mesa        | LONEOS                |
| 234251 | 2000 TV59              | 2 d'octubre de 2000    | Anderson Mesa        | LONEOS                |
| 234252 | 2000 UU3               | 24 d'octubre de 2000   | Socorro              | LINEAR                |
| 234253 | 2000 UY5               | 24 d'octubre de 2000   | Socorro              | LINEAR                |
| 234254 | 2000 UE11              | 20 d'octubre de 2000   | Nacogdoches          | Nacogdoches           |
| 234255 | 2000 UF27              | 24 d'octubre de 2000   | Socorro              | LINEAR                |
| 234256 | 2000 UX40              | 24 d'octubre de 2000   | Socorro              | LINEAR                |
| 234257 | 2000 UE62              | 25 d'octubre de 2000   | Socorro              | LINEAR                |
| 234258 | 2000 UU62              | 25 d'octubre de 2000   | Socorro              | LINEAR                |
| 234259 | 2000 UM75              | 31 d'octubre de 2000   | Socorro              | LINEAR                |
| 234260 | 2000 VV3               | 1 de novembre de 2000  | Socorro              | LINEAR                |
| 234261 | 2000 VF11              | 1 de novembre de 2000  | Socorro              | LINEAR                |
| 234262 | 2000 VR11              | 1 de novembre de 2000  | Socorro              | LINEAR                |
| 234263 | 2000 VW12              | 1 de novembre de 2000  | Socorro              | LINEAR                |
| 234264 | 2000 VH40              | 1 de novembre de 2000  | Socorro              | LINEAR                |
| 234265 | 2000 VU46              | 3 de novembre de 2000  | Socorro              | LINEAR                |
| 234266 | 2000 VG54              | 3 de novembre de 2000  | Socorro              | LINEAR                |
| 234267 | 2000 VC55              | 3 de novembre de 2000  | Socorro              | LINEAR                |
| 234268 | 2000 WJ2               | 16 de novembre de 2000 | Socorro              | LINEAR                |
| 234269 | 2000 WW4               | 19 de novembre de 2000 | Socorro              | LINEAR                |
| 234270 | 2000 WV7               | 20 de novembre de 2000 | Socorro              | LINEAR                |
| 234271 | 2000 WP16              | 21 de novembre de 2000 | Socorro              | LINEAR                |
| 234272 | 2000 WT23              | 20 de novembre de 2000 | Socorro              | LINEAR                |
| 234273 | 2000 WZ37              | 20 de novembre de 2000 | Socorro              | LINEAR                |
| 234274 | 2000 WT68              | 19 de novembre de 2000 | Socorro              | LINEAR                |
| 234275 | 2000 WK97              | 21 de novembre de 2000 | Socorro              | LINEAR                |
| 234276 | 2000 WL102             | 26 de novembre de 2000 | Socorro              | LINEAR                |
| 234277 | 2000 WC109             | 20 de novembre de 2000 | Socorro              | LINEAR                |
| 234278 | 2000 WO114             | 20 de novembre de 2000 | Socorro              | LINEAR                |
| 234279 | 2000 WD122             | 29 de novembre de 2000 | Socorro              | LINEAR                |
| 234280 | 2000 WM154             | 30 de novembre de 2000 | Socorro              | LINEAR                |
| 234281 | 2000 WC160             | 20 de novembre de 2000 | Anderson Mesa        | LONEOS                |
| 234282 | 2000 WY162             | 20 de novembre de 2000 | Anderson Mesa        | LONEOS                |
| 234283 | 2000 WM173             | 25 de novembre de 2000 | Socorro              | LINEAR                |
| 234284 | 2000 WR177             | 27 de novembre de 2000 | Haleakala            | NEAT                  |
| 234285 | 2000 XU6               | 1 de desembre de 2000  | Socorro              | LINEAR                |
| 234286 | 2000 XE8               | 1 de desembre de 2000  | Socorro              | LINEAR                |
| 234287 | 2000 XM11              | 1 de desembre de 2000  | Socorro              | LINEAR                |
| 234288 | 2000 XY12              | 4 de desembre de 2000  | Socorro              | LINEAR                |
| 234289 | 2000 XT41              | 5 de desembre de 2000  | Socorro              | LINEAR                |
| 234290 | 2000 XS50              | 6 de desembre de 2000  | Socorro              | LINEAR                |
| 234291 | 2000 YA7               | 20 de desembre de 2000 | Socorro              | LINEAR                |
| 234292 | 2000 YL8               | 16 de desembre de 2000 | Uccle                | T. Pauwels            |
| 234293 | 2000 YA19              | 21 de desembre de 2000 | Kitt Peak            | Spacewatch            |
| 234294 | 2000 YD32              | 31 de desembre de 2000 | Piszkesteto          | K. Sarneczky, L. Kiss |
| 234295 | 2000 YK45              | 30 de desembre de 2000 | Socorro              | LINEAR                |
| 234296 | 2000 YR60              | 30 de desembre de 2000 | Socorro              | LINEAR                |
| 234297 | 2000 YX64              | 29 de desembre de 2000 | Kitt Peak            | Spacewatch            |
| 234298 | 2000 YZ73              | 30 de desembre de 2000 | Socorro              | LINEAR                |
| 234299 | 2000 YL95              | 30 de desembre de 2000 | Socorro              | LINEAR                |
| 234300 | 2000 YO125             | 29 de desembre de 2000 | Anderson Mesa        | LONEOS                |

## 234301-234400
| Nom    | Designació provisional | Data de descobriment   | Lloc de descobriment | Descobridor/s              |
| ------ | ---------------------- | ---------------------- | -------------------- | -------------------------- |
| 234301 | 2000 YJ130             | 30 de desembre de 2000 | Socorro              | LINEAR                     |
| 234302 | 2001 AA                | 1 de gener de 2001     | Haleakala            | NEAT                       |
| 234303 | 2001 AA1               | 1 de gener de 2001     | Kitt Peak            | Spacewatch                 |
| 234304 | 2001 AO10              | 2 de gener de 2001     | Socorro              | LINEAR                     |
| 234305 | 2001 AF22              | 3 de gener de 2001     | Socorro              | LINEAR                     |
| 234306 | 2001 AZ27              | 5 de gener de 2001     | Socorro              | LINEAR                     |
| 234307 | 2001 AO37              | 5 de gener de 2001     | Socorro              | LINEAR                     |
| 234308 | 2001 AD39              | 2 de gener de 2001     | Kitt Peak            | Spacewatch                 |
| 234309 | 2001 AZ40              | 3 de gener de 2001     | Anderson Mesa        | LONEOS                     |
| 234310 | 2001 AG46              | 15 de gener de 2001    | Socorro              | LINEAR                     |
| 234311 | 2001 AL53              | 3 de gener de 2001     | Socorro              | LINEAR                     |
| 234312 | 2001 BV1               | 16 de gener de 2001    | Haleakala            | NEAT                       |
| 234313 | 2001 BF6               | 19 de gener de 2001    | Socorro              | LINEAR                     |
| 234314 | 2001 BY30              | 20 de gener de 2001    | Socorro              | LINEAR                     |
| 234315 | 2001 BA46              | 21 de gener de 2001    | Socorro              | LINEAR                     |
| 234316 | 2001 BX51              | 16 de gener de 2001    | Haleakala            | NEAT                       |
| 234317 | 2001 BE76              | 26 de gener de 2001    | Socorro              | LINEAR                     |
| 234318 | 2001 CL8               | 1 de febrer de 2001    | Socorro              | LINEAR                     |
| 234319 | 2001 CR11              | 1 de febrer de 2001    | Socorro              | LINEAR                     |
| 234320 | 2001 CY18              | 2 de febrer de 2001    | Socorro              | LINEAR                     |
| 234321 | 2001 CA23              | 1 de febrer de 2001    | Anderson Mesa        | LONEOS                     |
| 234322 | 2001 CX31              | 12 de febrer de 2001   | Socorro              | LINEAR                     |
| 234323 | 2001 DR20              | 16 de febrer de 2001   | Socorro              | LINEAR                     |
| 234324 | 2001 DR36              | 19 de febrer de 2001   | Socorro              | LINEAR                     |
| 234325 | 2001 DR55              | 16 de febrer de 2001   | Kitt Peak            | Spacewatch                 |
| 234326 | 2001 DP64              | 19 de febrer de 2001   | Socorro              | LINEAR                     |
| 234327 | 2001 DG77              | 16 de febrer de 2001   | Kitt Peak            | Spacewatch                 |
| 234328 | 2001 DP93              | 19 de febrer de 2001   | Socorro              | LINEAR                     |
| 234329 | 2001 DO98              | 17 de febrer de 2001   | Socorro              | LINEAR                     |
| 234330 | 2001 EF                | 1 de març de 2001      | Socorro              | LINEAR                     |
| 234331 | 2001 EN10              | 2 de març de 2001      | Anderson Mesa        | LONEOS                     |
| 234332 | 2001 EC15              | 15 de març de 2001     | Socorro              | LINEAR                     |
| 234333 | 2001 EZ17              | 15 de març de 2001     | Oizumi               | T. Kobayashi               |
| 234334 | 2001 EJ25              | 15 de març de 2001     | Anderson Mesa        | LONEOS                     |
| 234335 | 2001 FU                | 16 de març de 2001     | Socorro              | LINEAR                     |
| 234336 | 2001 FH1               | 18 de març de 2001     | Junk Bond            | D. Healy                   |
| 234337 | 2001 FX3               | 18 de març de 2001     | Socorro              | LINEAR                     |
| 234338 | 2001 FW25              | 18 de març de 2001     | Socorro              | LINEAR                     |
| 234339 | 2001 FE36              | 18 de març de 2001     | Socorro              | LINEAR                     |
| 234340 | 2001 FS44              | 18 de març de 2001     | Socorro              | LINEAR                     |
| 234341 | 2001 FZ57              | 21 de març de 2001     | Anderson Mesa        | LONEOS                     |
| 234342 | 2001 FF68              | 19 de març de 2001     | Socorro              | LINEAR                     |
| 234343 | 2001 FM84              | 26 de març de 2001     | Kitt Peak            | Spacewatch                 |
| 234344 | 2001 FM85              | 26 de març de 2001     | Kitt Peak            | Spacewatch                 |
| 234345 | 2001 FW89              | 27 de març de 2001     | Kitt Peak            | Spacewatch                 |
| 234346 | 2001 FK120             | 24 de març de 2001     | Socorro              | LINEAR                     |
| 234347 | 2001 FQ126             | 26 de març de 2001     | Socorro              | LINEAR                     |
| 234348 | 2001 FV158             | 28 de març de 2001     | Kitt Peak            | Spacewatch                 |
| 234349 | 2001 FT167             | 19 de març de 2001     | Cima Ekar            | Asiago-DLR Asteroid Survey |
| 234350 | 2001 GV4               | 15 d'abril de 2001     | Socorro              | LINEAR                     |
| 234351 | 2001 HX28              | 27 d'abril de 2001     | Socorro              | LINEAR                     |
| 234352 | 2001 HZ41              | 16 d'abril de 2001     | Socorro              | LINEAR                     |
| 234353 | 2001 HR43              | 16 d'abril de 2001     | Anderson Mesa        | LONEOS                     |
| 234354 | 2001 HG47              | 18 d'abril de 2001     | Socorro              | LINEAR                     |
| 234355 | 2001 HX57              | 25 d'abril de 2001     | Anderson Mesa        | LONEOS                     |
| 234356 | 2001 HD65              | 28 d'abril de 2001     | Kitt Peak            | Spacewatch                 |
| 234357 | 2001 JA5               | 13 de maig de 2001     | Ondrejov             | L. Sarounova               |
| 234358 | 2001 JC6               | 11 de maig de 2001     | Haleakala            | NEAT                       |
| 234359 | 2001 KS64              | 21 de maig de 2001     | Anderson Mesa        | LONEOS                     |
| 234360 | 2001 MV25              | 19 de juny de 2001     | Palomar              | NEAT                       |
| 234361 | 2001 NX2               | 12 de juliol de 2001   | Palomar              | NEAT                       |
| 234362 | 2001 NK13              | 12 de juliol de 2001   | Palomar              | NEAT                       |
| 234363 | 2001 NB14              | 14 de juliol de 2001   | Palomar              | NEAT                       |
| 234364 | 2001 OU28              | 18 de juliol de 2001   | Palomar              | NEAT                       |
| 234365 | 2001 OL29              | 18 de juliol de 2001   | Palomar              | NEAT                       |
| 234366 | 2001 OR61              | 21 de juliol de 2001   | Haleakala            | NEAT                       |
| 234367 | 2001 OP68              | 16 de juliol de 2001   | Haleakala            | NEAT                       |
| 234368 | 2001 OL77              | 25 de juliol de 2001   | Haleakala            | NEAT                       |
| 234369 | 2001 OX85              | 21 de juliol de 2001   | Kitt Peak            | Spacewatch                 |
| 234370 | 2001 OF87              | 29 de juliol de 2001   | Palomar              | NEAT                       |
| 234371 | 2001 OM89              | 22 de juliol de 2001   | Socorro              | LINEAR                     |
| 234372 | 2001 OA113             | 17 de juliol de 2001   | Anderson Mesa        | LONEOS                     |
| 234373 | 2001 PP26              | 11 d'agost de 2001     | Haleakala            | NEAT                       |
| 234374 | 2001 PW39              | 11 d'agost de 2001     | Palomar              | NEAT                       |
| 234375 | 2001 PQ58              | 14 d'agost de 2001     | Haleakala            | NEAT                       |
| 234376 | 2001 QV8               | 16 d'agost de 2001     | Socorro              | LINEAR                     |
| 234377 | 2001 QL34              | 16 d'agost de 2001     | Socorro              | LINEAR                     |
| 234378 | 2001 QA48              | 16 d'agost de 2001     | Socorro              | LINEAR                     |
| 234379 | 2001 QD53              | 16 d'agost de 2001     | Socorro              | LINEAR                     |
| 234380 | 2001 QG58              | 16 d'agost de 2001     | Socorro              | LINEAR                     |
| 234381 | 2001 QB60              | 18 d'agost de 2001     | Socorro              | LINEAR                     |
| 234382 | 2001 QC67              | 18 d'agost de 2001     | Socorro              | LINEAR                     |
| 234383 | 2001 QB68              | 16 d'agost de 2001     | Kitt Peak            | Spacewatch                 |
| 234384 | 2001 QN97              | 17 d'agost de 2001     | Socorro              | LINEAR                     |
| 234385 | 2001 QX107             | 23 d'agost de 2001     | Anderson Mesa        | LONEOS                     |
| 234386 | 2001 QR113             | 25 d'agost de 2001     | Ondrejov             | P. Kusnirak, P. Pravec     |
| 234387 | 2001 QP135             | 22 d'agost de 2001     | Socorro              | LINEAR                     |
| 234388 | 2001 QV161             | 23 d'agost de 2001     | Anderson Mesa        | LONEOS                     |
| 234389 | 2001 QP163             | 31 d'agost de 2001     | Desert Eagle         | W. K. Y. Yeung             |
| 234390 | 2001 QJ203             | 23 d'agost de 2001     | Kitt Peak            | Spacewatch                 |
| 234391 | 2001 QH204             | 23 d'agost de 2001     | Anderson Mesa        | LONEOS                     |
| 234392 | 2001 QH240             | 24 d'agost de 2001     | Socorro              | LINEAR                     |
| 234393 | 2001 QA246             | 24 d'agost de 2001     | Socorro              | LINEAR                     |
| 234394 | 2001 QU252             | 25 d'agost de 2001     | Socorro              | LINEAR                     |
| 234395 | 2001 QM253             | 25 d'agost de 2001     | Socorro              | LINEAR                     |
| 234396 | 2001 QC260             | 25 d'agost de 2001     | Socorro              | LINEAR                     |
| 234397 | 2001 QN265             | 26 d'agost de 2001     | Desert Eagle         | W. K. Y. Yeung             |
| 234398 | 2001 QG283             | 18 d'agost de 2001     | Anderson Mesa        | LONEOS                     |
| 234399 | 2001 QY286             | 17 d'agost de 2001     | Socorro              | LINEAR                     |
| 234400 | 2001 QR292             | 16 d'agost de 2001     | Palomar              | NEAT                       |

## 234401-234500
| Nom    | Designació provisional | Data de descobriment   | Lloc de descobriment | Descobridor/s  |
| ------ | ---------------------- | ---------------------- | -------------------- | -------------- |
| 234401 | 2001 QB330             | 25 d'agost de 2001     | Anderson Mesa        | LONEOS         |
| 234402 | 2001 QR334             | 22 d'agost de 2001     | Kitt Peak            | Spacewatch     |
| 234403 | 2001 RF12              | 11 de setembre de 2001 | Anderson Mesa        | LONEOS         |
| 234404 | 2001 RF14              | 10 de setembre de 2001 | Socorro              | LINEAR         |
| 234405 | 2001 RX16              | 11 de setembre de 2001 | Desert Eagle         | W. K. Y. Yeung |
| 234406 | 2001 RO17              | 11 de setembre de 2001 | Desert Eagle         | W. K. Y. Yeung |
| 234407 | 2001 RK19              | 7 de setembre de 2001  | Socorro              | LINEAR         |
| 234408 | 2001 RY22              | 7 de setembre de 2001  | Socorro              | LINEAR         |
| 234409 | 2001 RO23              | 7 de setembre de 2001  | Socorro              | LINEAR         |
| 234410 | 2001 RJ25              | 7 de setembre de 2001  | Socorro              | LINEAR         |
| 234411 | 2001 RO28              | 7 de setembre de 2001  | Socorro              | LINEAR         |
| 234412 | 2001 RY48              | 11 de setembre de 2001 | Socorro              | LINEAR         |
| 234413 | 2001 RM58              | 12 de setembre de 2001 | Socorro              | LINEAR         |
| 234414 | 2001 RY58              | 12 de setembre de 2001 | Socorro              | LINEAR         |
| 234415 | 2001 RK59              | 12 de setembre de 2001 | Socorro              | LINEAR         |
| 234416 | 2001 RP62              | 12 de setembre de 2001 | Socorro              | LINEAR         |
| 234417 | 2001 RJ70              | 10 de setembre de 2001 | Socorro              | LINEAR         |
| 234418 | 2001 RQ83              | 11 de setembre de 2001 | Anderson Mesa        | LONEOS         |
| 234419 | 2001 RQ85              | 11 de setembre de 2001 | Anderson Mesa        | LONEOS         |
| 234420 | 2001 RE93              | 11 de setembre de 2001 | Anderson Mesa        | LONEOS         |
| 234421 | 2001 RV94              | 11 de setembre de 2001 | Anderson Mesa        | LONEOS         |
| 234422 | 2001 RT101             | 12 de setembre de 2001 | Socorro              | LINEAR         |
| 234423 | 2001 RV103             | 12 de setembre de 2001 | Socorro              | LINEAR         |
| 234424 | 2001 RT105             | 12 de setembre de 2001 | Socorro              | LINEAR         |
| 234425 | 2001 RO111             | 12 de setembre de 2001 | Socorro              | LINEAR         |
| 234426 | 2001 RN117             | 12 de setembre de 2001 | Socorro              | LINEAR         |
| 234427 | 2001 RV132             | 12 de setembre de 2001 | Socorro              | LINEAR         |
| 234428 | 2001 RN146             | 9 de setembre de 2001  | Palomar              | NEAT           |
| 234429 | 2001 RD147             | 9 de setembre de 2001  | Anderson Mesa        | LONEOS         |
| 234430 | 2001 SM6               | 18 de setembre de 2001 | Kitt Peak            | Spacewatch     |
| 234431 | 2001 SO9               | 18 de setembre de 2001 | Desert Eagle         | W. K. Y. Yeung |
| 234432 | 2001 SP25              | 16 de setembre de 2001 | Socorro              | LINEAR         |
| 234433 | 2001 SA26              | 16 de setembre de 2001 | Socorro              | LINEAR         |
| 234434 | 2001 SQ35              | 16 de setembre de 2001 | Socorro              | LINEAR         |
| 234435 | 2001 SS41              | 16 de setembre de 2001 | Socorro              | LINEAR         |
| 234436 | 2001 SV47              | 16 de setembre de 2001 | Socorro              | LINEAR         |
| 234437 | 2001 SG48              | 16 de setembre de 2001 | Socorro              | LINEAR         |
| 234438 | 2001 SR65              | 17 de setembre de 2001 | Socorro              | LINEAR         |
| 234439 | 2001 ST71              | 17 de setembre de 2001 | Socorro              | LINEAR         |
| 234440 | 2001 SE85              | 20 de setembre de 2001 | Socorro              | LINEAR         |
| 234441 | 2001 SG85              | 20 de setembre de 2001 | Socorro              | LINEAR         |
| 234442 | 2001 SN87              | 20 de setembre de 2001 | Socorro              | LINEAR         |
| 234443 | 2001 SK94              | 20 de setembre de 2001 | Socorro              | LINEAR         |
| 234444 | 2001 SA99              | 20 de setembre de 2001 | Socorro              | LINEAR         |
| 234445 | 2001 SS133             | 16 de setembre de 2001 | Socorro              | LINEAR         |
| 234446 | 2001 SF137             | 16 de setembre de 2001 | Socorro              | LINEAR         |
| 234447 | 2001 SA144             | 16 de setembre de 2001 | Socorro              | LINEAR         |
| 234448 | 2001 SR146             | 16 de setembre de 2001 | Socorro              | LINEAR         |
| 234449 | 2001 SV147             | 17 de setembre de 2001 | Socorro              | LINEAR         |
| 234450 | 2001 SL148             | 17 de setembre de 2001 | Socorro              | LINEAR         |
| 234451 | 2001 SN150             | 17 de setembre de 2001 | Socorro              | LINEAR         |
| 234452 | 2001 SJ152             | 17 de setembre de 2001 | Socorro              | LINEAR         |
| 234453 | 2001 SS156             | 17 de setembre de 2001 | Socorro              | LINEAR         |
| 234454 | 2001 SE160             | 17 de setembre de 2001 | Socorro              | LINEAR         |
| 234455 | 2001 SL164             | 17 de setembre de 2001 | Socorro              | LINEAR         |
| 234456 | 2001 SR180             | 19 de setembre de 2001 | Socorro              | LINEAR         |
| 234457 | 2001 SG181             | 19 de setembre de 2001 | Socorro              | LINEAR         |
| 234458 | 2001 SJ181             | 19 de setembre de 2001 | Socorro              | LINEAR         |
| 234459 | 2001 SN181             | 19 de setembre de 2001 | Socorro              | LINEAR         |
| 234460 | 2001 ST191             | 19 de setembre de 2001 | Socorro              | LINEAR         |
| 234461 | 2001 SR192             | 19 de setembre de 2001 | Socorro              | LINEAR         |
| 234462 | 2001 SO207             | 19 de setembre de 2001 | Socorro              | LINEAR         |
| 234463 | 2001 SA213             | 19 de setembre de 2001 | Socorro              | LINEAR         |
| 234464 | 2001 SV220             | 19 de setembre de 2001 | Socorro              | LINEAR         |
| 234465 | 2001 SL223             | 19 de setembre de 2001 | Socorro              | LINEAR         |
| 234466 | 2001 SG229             | 19 de setembre de 2001 | Socorro              | LINEAR         |
| 234467 | 2001 SV236             | 19 de setembre de 2001 | Socorro              | LINEAR         |
| 234468 | 2001 SG240             | 19 de setembre de 2001 | Socorro              | LINEAR         |
| 234469 | 2001 SB245             | 19 de setembre de 2001 | Socorro              | LINEAR         |
| 234470 | 2001 SF255             | 19 de setembre de 2001 | Socorro              | LINEAR         |
| 234471 | 2001 SH259             | 20 de setembre de 2001 | Socorro              | LINEAR         |
| 234472 | 2001 SY267             | 25 de setembre de 2001 | Desert Eagle         | W. K. Y. Yeung |
| 234473 | 2001 SR273             | 19 de setembre de 2001 | Kitt Peak            | Spacewatch     |
| 234474 | 2001 ST283             | 22 de setembre de 2001 | Kitt Peak            | Spacewatch     |
| 234475 | 2001 SJ298             | 20 de setembre de 2001 | Socorro              | LINEAR         |
| 234476 | 2001 SJ303             | 20 de setembre de 2001 | Socorro              | LINEAR         |
| 234477 | 2001 SD311             | 19 de setembre de 2001 | Socorro              | LINEAR         |
| 234478 | 2001 SK315             | 25 de setembre de 2001 | Socorro              | LINEAR         |
| 234479 | 2001 SZ317             | 19 de setembre de 2001 | Socorro              | LINEAR         |
| 234480 | 2001 SF335             | 20 de setembre de 2001 | Socorro              | LINEAR         |
| 234481 | 2001 TM6               | 10 d'octubre de 2001   | Palomar              | NEAT           |
| 234482 | 2001 TS11              | 13 d'octubre de 2001   | Socorro              | LINEAR         |
| 234483 | 2001 TV14              | 10 d'octubre de 2001   | Palomar              | NEAT           |
| 234484 | 2001 TS29              | 14 d'octubre de 2001   | Socorro              | LINEAR         |
| 234485 | 2001 TB30              | 14 d'octubre de 2001   | Socorro              | LINEAR         |
| 234486 | 2001 TK52              | 13 d'octubre de 2001   | Socorro              | LINEAR         |
| 234487 | 2001 TK56              | 15 d'octubre de 2001   | Socorro              | LINEAR         |
| 234488 | 2001 TK59              | 13 d'octubre de 2001   | Socorro              | LINEAR         |
| 234489 | 2001 TM62              | 13 d'octubre de 2001   | Socorro              | LINEAR         |
| 234490 | 2001 TO66              | 13 d'octubre de 2001   | Socorro              | LINEAR         |
| 234491 | 2001 TW66              | 13 d'octubre de 2001   | Socorro              | LINEAR         |
| 234492 | 2001 TQ72              | 13 d'octubre de 2001   | Socorro              | LINEAR         |
| 234493 | 2001 TC75              | 13 d'octubre de 2001   | Socorro              | LINEAR         |
| 234494 | 2001 TA83              | 14 d'octubre de 2001   | Socorro              | LINEAR         |
| 234495 | 2001 TH87              | 14 d'octubre de 2001   | Socorro              | LINEAR         |
| 234496 | 2001 TX93              | 14 d'octubre de 2001   | Socorro              | LINEAR         |
| 234497 | 2001 TF94              | 14 d'octubre de 2001   | Socorro              | LINEAR         |
| 234498 | 2001 TA95              | 14 d'octubre de 2001   | Socorro              | LINEAR         |
| 234499 | 2001 TS95              | 14 d'octubre de 2001   | Socorro              | LINEAR         |
| 234500 | 2001 TS98              | 14 d'octubre de 2001   | Socorro              | LINEAR         |

## 234501-234600
| Nom    | Designació provisional | Data de descobriment   | Lloc de descobriment | Descobridor/s  |
| ------ | ---------------------- | ---------------------- | -------------------- | -------------- |
| 234501 | 2001 TZ120             | 15 d'octubre de 2001   | Socorro              | LINEAR         |
| 234502 | 2001 TJ132             | 11 d'octubre de 2001   | Palomar              | NEAT           |
| 234503 | 2001 TL147             | 10 d'octubre de 2001   | Palomar              | NEAT           |
| 234504 | 2001 TQ150             | 10 d'octubre de 2001   | Palomar              | NEAT           |
| 234505 | 2001 TM151             | 10 d'octubre de 2001   | Palomar              | NEAT           |
| 234506 | 2001 TW152             | 10 d'octubre de 2001   | Palomar              | NEAT           |
| 234507 | 2001 TN154             | 15 d'octubre de 2001   | Palomar              | NEAT           |
| 234508 | 2001 TJ157             | 14 d'octubre de 2001   | Kitt Peak            | Spacewatch     |
| 234509 | 2001 TD175             | 15 d'octubre de 2001   | Socorro              | LINEAR         |
| 234510 | 2001 TX179             | 14 d'octubre de 2001   | Socorro              | LINEAR         |
| 234511 | 2001 TC184             | 14 d'octubre de 2001   | Socorro              | LINEAR         |
| 234512 | 2001 TL216             | 13 d'octubre de 2001   | Palomar              | NEAT           |
| 234513 | 2001 TU232             | 15 d'octubre de 2001   | Palomar              | NEAT           |
| 234514 | 2001 TW240             | 14 d'octubre de 2001   | Socorro              | LINEAR         |
| 234515 | 2001 TP256             | 8 d'octubre de 2001    | Palomar              | NEAT           |
| 234516 | 2001 UP12              | 24 d'octubre de 2001   | Desert Eagle         | W. K. Y. Yeung |
| 234517 | 2001 UP14              | 24 d'octubre de 2001   | Desert Eagle         | W. K. Y. Yeung |
| 234518 | 2001 UN24              | 18 d'octubre de 2001   | Socorro              | LINEAR         |
| 234519 | 2001 UC36              | 16 d'octubre de 2001   | Socorro              | LINEAR         |
| 234520 | 2001 UT40              | 17 d'octubre de 2001   | Socorro              | LINEAR         |
| 234521 | 2001 UH44              | 17 d'octubre de 2001   | Socorro              | LINEAR         |
| 234522 | 2001 US48              | 17 d'octubre de 2001   | Socorro              | LINEAR         |
| 234523 | 2001 UU72              | 23 d'octubre de 2001   | Socorro              | LINEAR         |
| 234524 | 2001 UW85              | 16 d'octubre de 2001   | Kitt Peak            | Spacewatch     |
| 234525 | 2001 UZ88              | 18 d'octubre de 2001   | Palomar              | NEAT           |
| 234526 | 2001 UD127             | 17 d'octubre de 2001   | Socorro              | LINEAR         |
| 234527 | 2001 UD141             | 23 d'octubre de 2001   | Socorro              | LINEAR         |
| 234528 | 2001 US141             | 23 d'octubre de 2001   | Socorro              | LINEAR         |
| 234529 | 2001 UH154             | 23 d'octubre de 2001   | Socorro              | LINEAR         |
| 234530 | 2001 UD156             | 23 d'octubre de 2001   | Socorro              | LINEAR         |
| 234531 | 2001 UU156             | 23 d'octubre de 2001   | Socorro              | LINEAR         |
| 234532 | 2001 UG159             | 23 d'octubre de 2001   | Socorro              | LINEAR         |
| 234533 | 2001 UF161             | 23 d'octubre de 2001   | Socorro              | LINEAR         |
| 234534 | 2001 UB164             | 18 d'octubre de 2001   | Palomar              | NEAT           |
| 234535 | 2001 UB198             | 19 d'octubre de 2001   | Anderson Mesa        | LONEOS         |
| 234536 | 2001 UW206             | 20 d'octubre de 2001   | Socorro              | LINEAR         |
| 234537 | 2001 UP207             | 20 d'octubre de 2001   | Socorro              | LINEAR         |
| 234538 | 2001 UP212             | 21 d'octubre de 2001   | Kitt Peak            | Spacewatch     |
| 234539 | 2001 UO217             | 24 d'octubre de 2001   | Palomar              | NEAT           |
| 234540 | 2001 UN222             | 19 d'octubre de 2001   | Kitt Peak            | Spacewatch     |
| 234541 | 2001 UH229             | 16 d'octubre de 2001   | Palomar              | NEAT           |
| 234542 | 2001 UQ229             | 17 d'octubre de 2001   | Palomar              | NEAT           |
| 234543 | 2001 VV14              | 10 de novembre de 2001 | Socorro              | LINEAR         |
| 234544 | 2001 VK19              | 9 de novembre de 2001  | Socorro              | LINEAR         |
| 234545 | 2001 VH20              | 9 de novembre de 2001  | Socorro              | LINEAR         |
| 234546 | 2001 VF38              | 9 de novembre de 2001  | Socorro              | LINEAR         |
| 234547 | 2001 VE59              | 10 de novembre de 2001 | Socorro              | LINEAR         |
| 234548 | 2001 VJ60              | 10 de novembre de 2001 | Socorro              | LINEAR         |
| 234549 | 2001 VX95              | 15 de novembre de 2001 | Socorro              | LINEAR         |
| 234550 | 2001 VT115             | 12 de novembre de 2001 | Socorro              | LINEAR         |
| 234551 | 2001 VK116             | 12 de novembre de 2001 | Socorro              | LINEAR         |
| 234552 | 2001 VR119             | 12 de novembre de 2001 | Socorro              | LINEAR         |
| 234553 | 2001 WA6               | 17 de novembre de 2001 | Socorro              | LINEAR         |
| 234554 | 2001 WC6               | 17 de novembre de 2001 | Socorro              | LINEAR         |
| 234555 | 2001 WU6               | 17 de novembre de 2001 | Socorro              | LINEAR         |
| 234556 | 2001 WU17              | 17 de novembre de 2001 | Socorro              | LINEAR         |
| 234557 | 2001 WQ24              | 18 de novembre de 2001 | Kitt Peak            | Spacewatch     |
| 234558 | 2001 WA29              | 17 de novembre de 2001 | Socorro              | LINEAR         |
| 234559 | 2001 WL45              | 19 de novembre de 2001 | Socorro              | LINEAR         |
| 234560 | 2001 WT58              | 19 de novembre de 2001 | Socorro              | LINEAR         |
| 234561 | 2001 WG82              | 20 de novembre de 2001 | Socorro              | LINEAR         |
| 234562 | 2001 WH91              | 21 de novembre de 2001 | Socorro              | LINEAR         |
| 234563 | 2001 XC23              | 9 de desembre de 2001  | Socorro              | LINEAR         |
| 234564 | 2001 XN37              | 9 de desembre de 2001  | Socorro              | LINEAR         |
| 234565 | 2001 XM50              | 13 de desembre de 2001 | Socorro              | LINEAR         |
| 234566 | 2001 XQ51              | 10 de desembre de 2001 | Socorro              | LINEAR         |
| 234567 | 2001 XT59              | 10 de desembre de 2001 | Socorro              | LINEAR         |
| 234568 | 2001 XG80              | 11 de desembre de 2001 | Socorro              | LINEAR         |
| 234569 | 2001 XK90              | 10 de desembre de 2001 | Socorro              | LINEAR         |
| 234570 | 2001 XZ105             | 10 de desembre de 2001 | Socorro              | LINEAR         |
| 234571 | 2001 XO107             | 10 de desembre de 2001 | Socorro              | LINEAR         |
| 234572 | 2001 XN111             | 11 de desembre de 2001 | Socorro              | LINEAR         |
| 234573 | 2001 XQ137             | 14 de desembre de 2001 | Socorro              | LINEAR         |
| 234574 | 2001 XR140             | 14 de desembre de 2001 | Socorro              | LINEAR         |
| 234575 | 2001 XV141             | 14 de desembre de 2001 | Socorro              | LINEAR         |
| 234576 | 2001 XF164             | 14 de desembre de 2001 | Socorro              | LINEAR         |
| 234577 | 2001 XK174             | 14 de desembre de 2001 | Socorro              | LINEAR         |
| 234578 | 2001 XT177             | 14 de desembre de 2001 | Socorro              | LINEAR         |
| 234579 | 2001 XH217             | 14 de desembre de 2001 | Socorro              | LINEAR         |
| 234580 | 2001 XF225             | 15 de desembre de 2001 | Socorro              | LINEAR         |
| 234581 | 2001 XJ231             | 15 de desembre de 2001 | Socorro              | LINEAR         |
| 234582 | 2001 XS242             | 14 de desembre de 2001 | Socorro              | LINEAR         |
| 234583 | 2001 XG250             | 14 de desembre de 2001 | Socorro              | LINEAR         |
| 234584 | 2001 XW256             | 7 de desembre de 2001  | Socorro              | LINEAR         |
| 234585 | 2001 XA261             | 11 de desembre de 2001 | Kitt Peak            | Spacewatch     |
| 234586 | 2001 XA267             | 13 de desembre de 2001 | Palomar              | NEAT           |
| 234587 | 2001 YU10              | 17 de desembre de 2001 | Socorro              | LINEAR         |
| 234588 | 2001 YU25              | 18 de desembre de 2001 | Socorro              | LINEAR         |
| 234589 | 2001 YY25              | 18 de desembre de 2001 | Socorro              | LINEAR         |
| 234590 | 2001 YC54              | 18 de desembre de 2001 | Socorro              | LINEAR         |
| 234591 | 2001 YY57              | 18 de desembre de 2001 | Socorro              | LINEAR         |
| 234592 | 2001 YL63              | 18 de desembre de 2001 | Socorro              | LINEAR         |
| 234593 | 2001 YC71              | 18 de desembre de 2001 | Socorro              | LINEAR         |
| 234594 | 2001 YU80              | 18 de desembre de 2001 | Socorro              | LINEAR         |
| 234595 | 2001 YB89              | 18 de desembre de 2001 | Socorro              | LINEAR         |
| 234596 | 2001 YO93              | 18 de desembre de 2001 | Kitt Peak            | Spacewatch     |
| 234597 | 2001 YB104             | 17 de desembre de 2001 | Socorro              | LINEAR         |
| 234598 | 2001 YH107             | 17 de desembre de 2001 | Socorro              | LINEAR         |
| 234599 | 2001 YZ125             | 17 de desembre de 2001 | Socorro              | LINEAR         |
| 234600 | 2001 YU139             | 24 de desembre de 2001 | Haleakala            | NEAT           |

## 234601-234700
| Nom    | Designació provisional | Data de descobriment   | Lloc de descobriment | Descobridor/s               |
| ------ | ---------------------- | ---------------------- | -------------------- | --------------------------- |
| 234601 | 2001 YV152             | 19 de desembre de 2001 | Palomar              | NEAT                        |
| 234602 | 2001 YS161             | 19 de desembre de 2001 | Palomar              | NEAT                        |
| 234603 | 2002 AT37              | 9 de gener de 2002     | Socorro              | LINEAR                      |
| 234604 | 2002 AS43              | 9 de gener de 2002     | Socorro              | LINEAR                      |
| 234605 | 2002 AO45              | 9 de gener de 2002     | Socorro              | LINEAR                      |
| 234606 | 2002 AG46              | 9 de gener de 2002     | Socorro              | LINEAR                      |
| 234607 | 2002 AN47              | 9 de gener de 2002     | Socorro              | LINEAR                      |
| 234608 | 2002 AW50              | 9 de gener de 2002     | Socorro              | LINEAR                      |
| 234609 | 2002 AA54              | 9 de gener de 2002     | Socorro              | LINEAR                      |
| 234610 | 2002 AG56              | 9 de gener de 2002     | Socorro              | LINEAR                      |
| 234611 | 2002 AN67              | 9 de gener de 2002     | Campo Imperatore     | CINEOS                      |
| 234612 | 2002 AZ78              | 8 de gener de 2002     | Socorro              | LINEAR                      |
| 234613 | 2002 AZ87              | 9 de gener de 2002     | Socorro              | LINEAR                      |
| 234614 | 2002 AC91              | 13 de gener de 2002    | Socorro              | LINEAR                      |
| 234615 | 2002 AV95              | 8 de gener de 2002     | Socorro              | LINEAR                      |
| 234616 | 2002 AU96              | 8 de gener de 2002     | Socorro              | LINEAR                      |
| 234617 | 2002 AZ99              | 8 de gener de 2002     | Socorro              | LINEAR                      |
| 234618 | 2002 AH100             | 8 de gener de 2002     | Socorro              | LINEAR                      |
| 234619 | 2002 AN106             | 9 de gener de 2002     | Socorro              | LINEAR                      |
| 234620 | 2002 AZ131             | 8 de gener de 2002     | Socorro              | LINEAR                      |
| 234621 | 2002 AH145             | 13 de gener de 2002    | Socorro              | LINEAR                      |
| 234622 | 2002 AL146             | 13 de gener de 2002    | Socorro              | LINEAR                      |
| 234623 | 2002 AA173             | 14 de gener de 2002    | Socorro              | LINEAR                      |
| 234624 | 2002 AH187             | 8 de gener de 2002     | Socorro              | LINEAR                      |
| 234625 | 2002 AL199             | 8 de gener de 2002     | Socorro              | LINEAR                      |
| 234626 | 2002 AK201             | 14 de gener de 2002    | Socorro              | LINEAR                      |
| 234627 | 2002 BA11              | 18 de gener de 2002    | Socorro              | LINEAR                      |
| 234628 | 2002 BS14              | 19 de gener de 2002    | Socorro              | LINEAR                      |
| 234629 | 2002 BX24              | 23 de gener de 2002    | Socorro              | LINEAR                      |
| 234630 | 2002 CD1               | 2 de febrer de 2002    | Cima Ekar            | Asiago-DLR Asteroid Survey  |
| 234631 | 2002 CL11              | 6 de febrer de 2002    | Oaxaca               | J. M. Roe                   |
| 234632 | 2002 CP11              | 6 de febrer de 2002    | Palomar              | NEAT                        |
| 234633 | 2002 CG12              | 7 de febrer de 2002    | Socorro              | LINEAR                      |
| 234634 | 2002 CL15              | 8 de febrer de 2002    | Crni Vrh             | Crni Vrh                    |
| 234635 | 2002 CE18              | 6 de febrer de 2002    | Socorro              | LINEAR                      |
| 234636 | 2002 CD38              | 7 de febrer de 2002    | Socorro              | LINEAR                      |
| 234637 | 2002 CP46              | 7 de febrer de 2002    | Bohyunsan            | Bohyunsan                   |
| 234638 | 2002 CS46              | 10 de febrer de 2002   | Socorro              | LINEAR                      |
| 234639 | 2002 CU82              | 7 de febrer de 2002    | Socorro              | LINEAR                      |
| 234640 | 2002 CL117             | 9 de febrer de 2002    | Anderson Mesa        | LONEOS                      |
| 234641 | 2002 CA128             | 7 de febrer de 2002    | Socorro              | LINEAR                      |
| 234642 | 2002 CB178             | 10 de febrer de 2002   | Socorro              | LINEAR                      |
| 234643 | 2002 CH179             | 10 de febrer de 2002   | Socorro              | LINEAR                      |
| 234644 | 2002 CG180             | 10 de febrer de 2002   | Socorro              | LINEAR                      |
| 234645 | 2002 CJ185             | 10 de febrer de 2002   | Socorro              | LINEAR                      |
| 234646 | 2002 CC198             | 10 de febrer de 2002   | Socorro              | LINEAR                      |
| 234647 | 2002 CX251             | 3 de febrer de 2002    | Palomar              | NEAT                        |
| 234648 | 2002 CH254             | 5 de febrer de 2002    | Palomar              | NEAT                        |
| 234649 | 2002 CE275             | 9 de febrer de 2002    | Kitt Peak            | Spacewatch                  |
| 234650 | 2002 CH304             | 14 de febrer de 2002   | Kitt Peak            | Spacewatch                  |
| 234651 | 2002 CW304             | 15 de febrer de 2002   | Bohyunsan            | Bohyunsan                   |
| 234652 | 2002 DL19              | 24 de febrer de 2002   | Palomar              | NEAT                        |
| 234653 | 2002 EN5               | 9 de març de 2002      | Socorro              | LINEAR                      |
| 234654 | 2002 EP8               | 11 de març de 2002     | Cima Ekar            | Asiago-DLR Asteroid Survey  |
| 234655 | 2002 EJ38              | 12 de març de 2002     | Kitt Peak            | Spacewatch                  |
| 234656 | 2002 EN53              | 13 de març de 2002     | Socorro              | LINEAR                      |
| 234657 | 2002 EJ103             | 9 de març de 2002      | Kitt Peak            | Spacewatch                  |
| 234658 | 2002 ER103             | 9 de març de 2002      | Kitt Peak            | Spacewatch                  |
| 234659 | 2002 EG115             | 10 de març de 2002     | Anderson Mesa        | LONEOS                      |
| 234660 | 2002 ET128             | 12 de març de 2002     | Palomar              | NEAT                        |
| 234661 | 2002 EH134             | 13 de març de 2002     | Socorro              | LINEAR                      |
| 234662 | 2002 EJ136             | 12 de març de 2002     | Kitt Peak            | Spacewatch                  |
| 234663 | 2002 EO145             | 13 de març de 2002     | Socorro              | LINEAR                      |
| 234664 | 2002 EP146             | 14 de març de 2002     | Anderson Mesa        | LONEOS                      |
| 234665 | 2002 ER148             | 15 de març de 2002     | Palomar              | NEAT                        |
| 234666 | 2002 FH12              | 16 de març de 2002     | Socorro              | LINEAR                      |
| 234667 | 2002 FW28              | 20 de març de 2002     | Socorro              | LINEAR                      |
| 234668 | 2002 FT33              | 20 de març de 2002     | Socorro              | LINEAR                      |
| 234669 | 2002 FW34              | 20 de març de 2002     | Anderson Mesa        | LONEOS                      |
| 234670 | 2002 GM                | 2 d'abril de 2002      | Kvistaberg           | Uppsala-DLR Asteroid Survey |
| 234671 | 2002 GA5               | 8 d'abril de 2002      | Palomar              | NEAT                        |
| 234672 | 2002 GE14              | 14 d'abril de 2002     | Socorro              | LINEAR                      |
| 234673 | 2002 GQ14              | 15 d'abril de 2002     | Socorro              | LINEAR                      |
| 234674 | 2002 GP38              | 2 d'abril de 2002      | Kitt Peak            | Spacewatch                  |
| 234675 | 2002 GY41              | 4 d'abril de 2002      | Palomar              | NEAT                        |
| 234676 | 2002 GA52              | 5 d'abril de 2002      | Palomar              | NEAT                        |
| 234677 | 2002 GH52              | 5 d'abril de 2002      | Anderson Mesa        | LONEOS                      |
| 234678 | 2002 GJ64              | 8 d'abril de 2002      | Palomar              | NEAT                        |
| 234679 | 2002 GW64              | 8 d'abril de 2002      | Palomar              | NEAT                        |
| 234680 | 2002 GQ66              | 8 d'abril de 2002      | Palomar              | NEAT                        |
| 234681 | 2002 GT82              | 10 d'abril de 2002     | Socorro              | LINEAR                      |
| 234682 | 2002 GF83              | 10 d'abril de 2002     | Socorro              | LINEAR                      |
| 234683 | 2002 GF85              | 10 d'abril de 2002     | Socorro              | LINEAR                      |
| 234684 | 2002 GD89              | 10 d'abril de 2002     | Palomar              | NEAT                        |
| 234685 | 2002 GS97              | 9 d'abril de 2002      | Kitt Peak            | Spacewatch                  |
| 234686 | 2002 GJ99              | 10 d'abril de 2002     | Socorro              | LINEAR                      |
| 234687 | 2002 GD101             | 10 d'abril de 2002     | Socorro              | LINEAR                      |
| 234688 | 2002 GE104             | 10 d'abril de 2002     | Socorro              | LINEAR                      |
| 234689 | 2002 GC110             | 10 d'abril de 2002     | Socorro              | LINEAR                      |
| 234690 | 2002 GG110             | 10 d'abril de 2002     | Palomar              | NEAT                        |
| 234691 | 2002 GO115             | 11 d'abril de 2002     | Socorro              | LINEAR                      |
| 234692 | 2002 GG121             | 12 d'abril de 2002     | Palomar              | NEAT                        |
| 234693 | 2002 GD124             | 12 d'abril de 2002     | Socorro              | LINEAR                      |
| 234694 | 2002 GG125             | 12 d'abril de 2002     | Socorro              | LINEAR                      |
| 234695 | 2002 GF129             | 12 d'abril de 2002     | Socorro              | LINEAR                      |
| 234696 | 2002 GW129             | 12 d'abril de 2002     | Socorro              | LINEAR                      |
| 234697 | 2002 GJ134             | 12 d'abril de 2002     | Socorro              | LINEAR                      |
| 234698 | 2002 GP143             | 13 d'abril de 2002     | Palomar              | NEAT                        |
| 234699 | 2002 GR144             | 11 d'abril de 2002     | Palomar              | NEAT                        |
| 234700 | 2002 GW144             | 12 d'abril de 2002     | Palomar              | NEAT                        |

## 234701-234800
| Nom                 | Designació provisional | Data de descobriment | Lloc de descobriment | Descobridor/s   |
| ------------------- | ---------------------- | -------------------- | -------------------- | --------------- |
| 234701              | 2002 GW146             | 13 d'abril de 2002   | Palomar              | NEAT            |
| 234702              | 2002 GT158             | 13 d'abril de 2002   | Palomar              | NEAT            |
| 234703              | 2002 GJ159             | 14 d'abril de 2002   | Socorro              | LINEAR          |
| 234704              | 2002 GG163             | 14 d'abril de 2002   | Palomar              | NEAT            |
| 234705              | 2002 GG169             | 9 d'abril de 2002    | Socorro              | LINEAR          |
| 234706              | 2002 GQ171             | 10 d'abril de 2002   | Socorro              | LINEAR          |
| 234707              | 2002 HB10              | 17 d'abril de 2002   | Socorro              | LINEAR          |
| 234708              | 2002 HZ12              | 21 d'abril de 2002   | Socorro              | LINEAR          |
| 234709              | 2002 JC7               | 3 de maig de 2002    | Palomar              | NEAT            |
| 234710              | 2002 JD8               | 6 de maig de 2002    | Palomar              | NEAT            |
| 234711              | 2002 JD16              | 7 de maig de 2002    | Palomar              | NEAT            |
| 234712              | 2002 JY18              | 7 de maig de 2002    | Palomar              | NEAT            |
| 234713              | 2002 JT36              | 7 de maig de 2002    | Anderson Mesa        | LONEOS          |
| 234714              | 2002 JX67              | 11 de maig de 2002   | Tebbutt              | F. B. Zoltowski |
| 234715              | 2002 JJ83              | 11 de maig de 2002   | Socorro              | LINEAR          |
| 234716              | 2002 JY85              | 11 de maig de 2002   | Socorro              | LINEAR          |
| 234717              | 2002 JM94              | 11 de maig de 2002   | Socorro              | LINEAR          |
| 234718              | 2002 JD99              | 13 de maig de 2002   | Palomar              | NEAT            |
| 234719              | 2002 JB119             | 5 de maig de 2002    | Anderson Mesa        | LONEOS          |
| 234720              | 2002 JF119             | 5 de maig de 2002    | Anderson Mesa        | LONEOS          |
| 234721              | 2002 JC120             | 5 de maig de 2002    | Palomar              | NEAT            |
| 234722              | 2002 JU127             | 7 de maig de 2002    | Palomar              | NEAT            |
| 234723              | 2002 JR136             | 9 de maig de 2002    | Palomar              | NEAT            |
| 234724              | 2002 JL144             | 13 de maig de 2002   | Socorro              | LINEAR          |
| 234725              | 2002 KL8               | 21 de maig de 2002   | Socorro              | LINEAR          |
| 234726              | 2002 KN11              | 17 de maig de 2002   | Kitt Peak            | Spacewatch      |
| 234727              | 2002 KK12              | 17 de maig de 2002   | Kitt Peak            | Spacewatch      |
| 234728              | 2002 KB16              | 19 de maig de 2002   | Palomar              | NEAT            |
| 234729              | 2002 KF16              | 23 de maig de 2002   | Palomar              | NEAT            |
| 234730              | 2002 LW1               | 2 de juny de 2002    | Palomar              | NEAT            |
| 234731              | 2002 LT22              | 8 de juny de 2002    | Socorro              | LINEAR          |
| 234732              | 2002 LH31              | 3 de juny de 2002    | Palomar              | NEAT            |
| 234733              | 2002 LW32              | 3 de juny de 2002    | Palomar              | NEAT            |
| 234734              | 2002 LD34              | 10 de juny de 2002   | Socorro              | LINEAR          |
| 234735              | 2002 LB37              | 9 de juny de 2002    | Socorro              | LINEAR          |
| 234736              | 2002 LW41              | 10 de juny de 2002   | Socorro              | LINEAR          |
| 234737              | 2002 LO47              | 12 de juny de 2002   | Socorro              | LINEAR          |
| 234738              | 2002 LH53              | 8 de juny de 2002    | Socorro              | LINEAR          |
| 234739              | 2002 LO54              | 8 de juny de 2002    | Kitt Peak            | Spacewatch      |
| 234740              | 2002 LL57              | 11 de juny de 2002   | Kitt Peak            | Spacewatch      |
| 234741              | 2002 LH59              | 10 de juny de 2002   | Palomar              | NEAT            |
| 234742              | 2002 LM62              | 12 de juny de 2002   | Palomar              | NEAT            |
| 234743              | 2002 NM11              | 4 de juliol de 2002  | Palomar              | NEAT            |
| 234744              | 2002 NT15              | 5 de juliol de 2002  | Socorro              | LINEAR          |
| 234745              | 2002 NP17              | 12 de juliol de 2002 | Palomar              | NEAT            |
| 234746              | 2002 NF40              | 14 de juliol de 2002 | Palomar              | NEAT            |
| 234747              | 2002 NX43              | 12 de juliol de 2002 | Palomar              | NEAT            |
| 234748              | 2002 NH57              | 12 de juliol de 2002 | Palomar              | R. Stoss        |
| 234749              | 2002 NF61              | 6 de juliol de 2002  | Palomar              | NEAT            |
| 234750 Amymainzer   | 2002 NX69              | 8 de juliol de 2002  | Palomar              | NEAT            |
| 234751              | 2002 ND70              | 14 de juliol de 2002 | Palomar              | NEAT            |
| 234752              | 2002 NG72              | 12 de juliol de 2002 | Palomar              | NEAT            |
| 234753              | 2002 OQ1               | 17 de juliol de 2002 | Socorro              | LINEAR          |
| 234754              | 2002 OY4               | 19 de juliol de 2002 | Palomar              | NEAT            |
| 234755              | 2002 OQ5               | 20 de juliol de 2002 | Palomar              | NEAT            |
| 234756              | 2002 OX15              | 18 de juliol de 2002 | Socorro              | LINEAR          |
| 234757              | 2002 OH17              | 18 de juliol de 2002 | Socorro              | LINEAR          |
| 234758              | 2002 OD29              | 18 de juliol de 2002 | Palomar              | NEAT            |
| 234759              | 2002 OB30              | 16 de juliol de 2002 | Palomar              | NEAT            |
| 234760              | 2002 OC31              | 20 de juliol de 2002 | Palomar              | NEAT            |
| 234761 Rainerkracht | 2002 OU32              | 22 de juliol de 2002 | Palomar              | NEAT            |
| 234762              | 2002 PL1               | 4 d'agost de 2002    | Socorro              | LINEAR          |
| 234763              | 2002 PX9               | 5 d'agost de 2002    | Palomar              | NEAT            |
| 234764              | 2002 PL21              | 6 d'agost de 2002    | Palomar              | NEAT            |
| 234765              | 2002 PJ29              | 6 d'agost de 2002    | Palomar              | NEAT            |
| 234766              | 2002 PU41              | 5 d'agost de 2002    | Socorro              | LINEAR          |
| 234767              | 2002 PG49              | 10 d'agost de 2002   | Socorro              | LINEAR          |
| 234768              | 2002 PT66              | 6 d'agost de 2002    | Palomar              | NEAT            |
| 234769              | 2002 PP68              | 6 d'agost de 2002    | Palomar              | NEAT            |
| 234770              | 2002 PX74              | 12 d'agost de 2002   | Socorro              | LINEAR          |
| 234771              | 2002 PN76              | 11 d'agost de 2002   | Palomar              | NEAT            |
| 234772              | 2002 PP98              | 14 d'agost de 2002   | Socorro              | LINEAR          |
| 234773              | 2002 PE111             | 13 d'agost de 2002   | Anderson Mesa        | LONEOS          |
| 234774              | 2002 PM117             | 15 d'agost de 2002   | Socorro              | LINEAR          |
| 234775              | 2002 PQ133             | 14 d'agost de 2002   | Socorro              | LINEAR          |
| 234776              | 2002 PP139             | 12 d'agost de 2002   | Haleakala            | NEAT            |
| 234777              | 2002 PV157             | 8 d'agost de 2002    | Palomar              | S. F. Hoenig    |
| 234778              | 2002 PW162             | 8 d'agost de 2002    | Palomar              | S. F. Hoenig    |
| 234779              | 2002 PQ169             | 8 d'agost de 2002    | Palomar              | NEAT            |
| 234780              | 2002 PK178             | 15 d'agost de 2002   | Palomar              | NEAT            |
| 234781              | 2002 PP184             | 8 d'agost de 2002    | Palomar              | NEAT            |
| 234782              | 2002 PX184             | 7 d'agost de 2002    | Palomar              | NEAT            |
| 234783              | 2002 PJ186             | 11 d'agost de 2002   | Palomar              | NEAT            |
| 234784              | 2002 PN188             | 8 d'agost de 2002    | Palomar              | NEAT            |
| 234785              | 2002 PS188             | 8 d'agost de 2002    | Palomar              | NEAT            |
| 234786              | 2002 QY3               | 16 d'agost de 2002   | Palomar              | NEAT            |
| 234787              | 2002 QL4               | 16 d'agost de 2002   | Haleakala            | NEAT            |
| 234788              | 2002 QD20              | 28 d'agost de 2002   | Palomar              | NEAT            |
| 234789              | 2002 QV22              | 27 d'agost de 2002   | Palomar              | NEAT            |
| 234790              | 2002 QE23              | 27 d'agost de 2002   | Palomar              | NEAT            |
| 234791              | 2002 QN37              | 30 d'agost de 2002   | Kitt Peak            | Spacewatch      |
| 234792              | 2002 QR47              | 29 d'agost de 2002   | Palomar              | NEAT            |
| 234793              | 2002 QF50              | 29 d'agost de 2002   | Palomar              | R. Matson       |
| 234794              | 2002 QX53              | 29 d'agost de 2002   | Palomar              | S. F. Hoenig    |
| 234795              | 2002 QR61              | 27 d'agost de 2002   | Palomar              | NEAT            |
| 234796              | 2002 QK62              | 17 d'agost de 2002   | Palomar              | NEAT            |
| 234797              | 2002 QZ62              | 29 d'agost de 2002   | Palomar              | NEAT            |
| 234798              | 2002 QO69              | 27 d'agost de 2002   | Palomar              | NEAT            |
| 234799              | 2002 QV71              | 27 d'agost de 2002   | Palomar              | NEAT            |
| 234800              | 2002 QQ73              | 30 d'agost de 2002   | Palomar              | NEAT            |

## 234801-234900
| Nom    | Designació provisional | Data de descobriment   | Lloc de descobriment | Descobridor/s        |
| ------ | ---------------------- | ---------------------- | -------------------- | -------------------- |
| 234801 | 2002 QB78              | 27 d'agost de 2002     | Palomar              | NEAT                 |
| 234802 | 2002 QN78              | 29 d'agost de 2002     | Palomar              | NEAT                 |
| 234803 | 2002 QT78              | 26 d'agost de 2002     | Palomar              | NEAT                 |
| 234804 | 2002 QD83              | 16 d'agost de 2002     | Palomar              | NEAT                 |
| 234805 | 2002 QY85              | 19 d'agost de 2002     | Palomar              | NEAT                 |
| 234806 | 2002 QN88              | 19 d'agost de 2002     | Palomar              | NEAT                 |
| 234807 | 2002 QK94              | 29 d'agost de 2002     | Palomar              | NEAT                 |
| 234808 | 2002 QT95              | 18 d'agost de 2002     | Palomar              | NEAT                 |
| 234809 | 2002 QV97              | 18 d'agost de 2002     | Palomar              | Palomar              |
| 234810 | 2002 QX100             | 19 d'agost de 2002     | Palomar              | NEAT                 |
| 234811 | 2002 QU101             | 20 d'agost de 2002     | Palomar              | NEAT                 |
| 234812 | 2002 QQ102             | 19 d'agost de 2002     | Palomar              | NEAT                 |
| 234813 | 2002 QJ112             | 17 d'agost de 2002     | Palomar              | NEAT                 |
| 234814 | 2002 QD114             | 28 d'agost de 2002     | Palomar              | NEAT                 |
| 234815 | 2002 QN114             | 28 d'agost de 2002     | Palomar              | NEAT                 |
| 234816 | 2002 QG128             | 29 d'agost de 2002     | Palomar              | NEAT                 |
| 234817 | 2002 QT132             | 28 d'agost de 2002     | Palomar              | NEAT                 |
| 234818 | 2002 QL136             | 18 d'agost de 2002     | Palomar              | NEAT                 |
| 234819 | 2002 RS17              | 4 de setembre de 2002  | Anderson Mesa        | LONEOS               |
| 234820 | 2002 RV21              | 4 de setembre de 2002  | Anderson Mesa        | LONEOS               |
| 234821 | 2002 RT34              | 4 de setembre de 2002  | Anderson Mesa        | LONEOS               |
| 234822 | 2002 RC45              | 5 de setembre de 2002  | Socorro              | LINEAR               |
| 234823 | 2002 RP58              | 5 de setembre de 2002  | Anderson Mesa        | LONEOS               |
| 234824 | 2002 RV73              | 5 de setembre de 2002  | Socorro              | LINEAR               |
| 234825 | 2002 RV79              | 5 de setembre de 2002  | Socorro              | LINEAR               |
| 234826 | 2002 RM83              | 5 de setembre de 2002  | Socorro              | LINEAR               |
| 234827 | 2002 RE87              | 5 de setembre de 2002  | Socorro              | LINEAR               |
| 234828 | 2002 RG89              | 5 de setembre de 2002  | Socorro              | LINEAR               |
| 234829 | 2002 RB98              | 5 de setembre de 2002  | Socorro              | LINEAR               |
| 234830 | 2002 RB110             | 6 de setembre de 2002  | Socorro              | LINEAR               |
| 234831 | 2002 RG120             | 3 de setembre de 2002  | Campo Imperatore     | CINEOS               |
| 234832 | 2002 RF125             | 9 de setembre de 2002  | Campo Imperatore     | CINEOS               |
| 234833 | 2002 RG132             | 11 de setembre de 2002 | Palomar              | NEAT                 |
| 234834 | 2002 RV139             | 10 de setembre de 2002 | Palomar              | NEAT                 |
| 234835 | 2002 RJ140             | 11 de setembre de 2002 | Haleakala            | NEAT                 |
| 234836 | 2002 RJ144             | 11 de setembre de 2002 | Palomar              | NEAT                 |
| 234837 | 2002 RT144             | 11 de setembre de 2002 | Palomar              | NEAT                 |
| 234838 | 2002 RL145             | 11 de setembre de 2002 | Palomar              | NEAT                 |
| 234839 | 2002 RQ150             | 11 de setembre de 2002 | Haleakala            | NEAT                 |
| 234840 | 2002 RZ161             | 12 de setembre de 2002 | Palomar              | NEAT                 |
| 234841 | 2002 RM174             | 13 de setembre de 2002 | Palomar              | NEAT                 |
| 234842 | 2002 RY177             | 13 de setembre de 2002 | Palomar              | NEAT                 |
| 234843 | 2002 RT179             | 14 de setembre de 2002 | Kitt Peak            | Spacewatch           |
| 234844 | 2002 RL181             | 13 de setembre de 2002 | Palomar              | NEAT                 |
| 234845 | 2002 RJ182             | 11 de setembre de 2002 | Palomar              | NEAT                 |
| 234846 | 2002 RB187             | 13 de setembre de 2002 | Socorro              | LINEAR               |
| 234847 | 2002 RF187             | 13 de setembre de 2002 | Palomar              | NEAT                 |
| 234848 | 2002 RN193             | 12 de setembre de 2002 | Palomar              | NEAT                 |
| 234849 | 2002 RH194             | 12 de setembre de 2002 | Palomar              | NEAT                 |
| 234850 | 2002 RG209             | 14 de setembre de 2002 | Palomar              | NEAT                 |
| 234851 | 2002 RG215             | 13 de setembre de 2002 | Socorro              | LINEAR               |
| 234852 | 2002 RD216             | 13 de setembre de 2002 | Anderson Mesa        | LONEOS               |
| 234853 | 2002 RU220             | 15 de setembre de 2002 | Palomar              | NEAT                 |
| 234854 | 2002 RJ228             | 14 de setembre de 2002 | Haleakala            | NEAT                 |
| 234855 | 2002 RZ228             | 14 de setembre de 2002 | Palomar              | NEAT                 |
| 234856 | 2002 RQ232             | 11 de setembre de 2002 | Palomar              | M. White, M. Collins |
| 234857 | 2002 RR235             | 11 de setembre de 2002 | Palomar              | M. White, M. Collins |
| 234858 | 2002 RK238             | 12 de setembre de 2002 | Palomar              | R. Matson            |
| 234859 | 2002 RH246             | 1 de setembre de 2002  | Palomar              | NEAT                 |
| 234860 | 2002 RL253             | 14 de setembre de 2002 | Palomar              | NEAT                 |
| 234861 | 2002 RP259             | 15 de setembre de 2002 | Palomar              | NEAT                 |
| 234862 | 2002 RA262             | 13 de setembre de 2002 | Palomar              | NEAT                 |
| 234863 | 2002 RD262             | 13 de setembre de 2002 | Palomar              | NEAT                 |
| 234864 | 2002 RN267             | 14 de setembre de 2002 | Palomar              | NEAT                 |
| 234865 | 2002 RK268             | 4 de setembre de 2002  | Palomar              | NEAT                 |
| 234866 | 2002 RQ270             | 4 de setembre de 2002  | Palomar              | NEAT                 |
| 234867 | 2002 SS23              | 27 de setembre de 2002 | Palomar              | NEAT                 |
| 234868 | 2002 SD25              | 28 de setembre de 2002 | Haleakala            | NEAT                 |
| 234869 | 2002 SC27              | 29 de setembre de 2002 | Haleakala            | NEAT                 |
| 234870 | 2002 SD27              | 29 de setembre de 2002 | Haleakala            | NEAT                 |
| 234871 | 2002 SK28              | 30 de setembre de 2002 | Ondrejov             | P. Pravec            |
| 234872 | 2002 SO29              | 28 de setembre de 2002 | Palomar              | NEAT                 |
| 234873 | 2002 SJ48              | 30 de setembre de 2002 | Socorro              | LINEAR               |
| 234874 | 2002 SW60              | 16 de setembre de 2002 | Palomar              | NEAT                 |
| 234875 | 2002 SB61              | 16 de setembre de 2002 | Palomar              | NEAT                 |
| 234876 | 2002 SZ64              | 16 de setembre de 2002 | Palomar              | NEAT                 |
| 234877 | 2002 TT                | 1 d'octubre de 2002    | Anderson Mesa        | LONEOS               |
| 234878 | 2002 TF30              | 2 d'octubre de 2002    | Socorro              | LINEAR               |
| 234879 | 2002 TG43              | 2 d'octubre de 2002    | Haleakala            | NEAT                 |
| 234880 | 2002 TK43              | 2 d'octubre de 2002    | Socorro              | LINEAR               |
| 234881 | 2002 TS50              | 2 d'octubre de 2002    | Socorro              | LINEAR               |
| 234882 | 2002 TD56              | 1 d'octubre de 2002    | Anderson Mesa        | LONEOS               |
| 234883 | 2002 TW61              | 3 d'octubre de 2002    | Campo Imperatore     | CINEOS               |
| 234884 | 2002 TR74              | 1 d'octubre de 2002    | Anderson Mesa        | LONEOS               |
| 234885 | 2002 TC81              | 1 d'octubre de 2002    | Socorro              | LINEAR               |
| 234886 | 2002 TL88              | 3 d'octubre de 2002    | Palomar              | NEAT                 |
| 234887 | 2002 TB100             | 4 d'octubre de 2002    | Anderson Mesa        | LONEOS               |
| 234888 | 2002 TW106             | 2 d'octubre de 2002    | Socorro              | LINEAR               |
| 234889 | 2002 TB113             | 3 d'octubre de 2002    | Socorro              | LINEAR               |
| 234890 | 2002 TP113             | 3 d'octubre de 2002    | Palomar              | NEAT                 |
| 234891 | 2002 TM116             | 3 d'octubre de 2002    | Palomar              | NEAT                 |
| 234892 | 2002 TC128             | 4 d'octubre de 2002    | Palomar              | NEAT                 |
| 234893 | 2002 TH135             | 4 d'octubre de 2002    | Palomar              | NEAT                 |
| 234894 | 2002 TA137             | 4 d'octubre de 2002    | Anderson Mesa        | LONEOS               |
| 234895 | 2002 TJ146             | 4 d'octubre de 2002    | Socorro              | LINEAR               |
| 234896 | 2002 TM160             | 5 d'octubre de 2002    | Palomar              | NEAT                 |
| 234897 | 2002 TH171             | 3 d'octubre de 2002    | Palomar              | NEAT                 |
| 234898 | 2002 TK177             | 5 d'octubre de 2002    | Palomar              | NEAT                 |
| 234899 | 2002 TO185             | 4 d'octubre de 2002    | Socorro              | LINEAR               |
| 234900 | 2002 TM189             | 5 d'octubre de 2002    | Socorro              | LINEAR               |

## 234901-235000
| Nom    | Designació provisional | Data de descobriment   | Lloc de descobriment | Descobridor/s               |
| ------ | ---------------------- | ---------------------- | -------------------- | --------------------------- |
| 234901 | 2002 TG194             | 3 d'octubre de 2002    | Socorro              | LINEAR                      |
| 234902 | 2002 TH219             | 5 d'octubre de 2002    | Socorro              | LINEAR                      |
| 234903 | 2002 TV228             | 7 d'octubre de 2002    | Haleakala            | NEAT                        |
| 234904 | 2002 TL231             | 8 d'octubre de 2002    | Palomar              | NEAT                        |
| 234905 | 2002 TG244             | 10 d'octubre de 2002   | Palomar              | NEAT                        |
| 234906 | 2002 TA246             | 9 d'octubre de 2002    | Anderson Mesa        | LONEOS                      |
| 234907 | 2002 TZ250             | 7 d'octubre de 2002    | Socorro              | LINEAR                      |
| 234908 | 2002 TN252             | 8 d'octubre de 2002    | Anderson Mesa        | LONEOS                      |
| 234909 | 2002 TZ265             | 10 d'octubre de 2002   | Socorro              | LINEAR                      |
| 234910 | 2002 TW271             | 9 d'octubre de 2002    | Socorro              | LINEAR                      |
| 234911 | 2002 TJ276             | 9 d'octubre de 2002    | Socorro              | LINEAR                      |
| 234912 | 2002 TZ277             | 10 d'octubre de 2002   | Socorro              | LINEAR                      |
| 234913 | 2002 TB283             | 10 d'octubre de 2002   | Socorro              | LINEAR                      |
| 234914 | 2002 TZ299             | 15 d'octubre de 2002   | Palomar              | NEAT                        |
| 234915 | 2002 TH319             | 5 d'octubre de 2002    | Apache Point         | Sloan Digital Sky Survey    |
| 234916 | 2002 TE321             | 5 d'octubre de 2002    | Apache Point         | Sloan Digital Sky Survey    |
| 234917 | 2002 TK324             | 5 d'octubre de 2002    | Apache Point         | Sloan Digital Sky Survey    |
| 234918 | 2002 TG331             | 5 d'octubre de 2002    | Apache Point         | Sloan Digital Sky Survey    |
| 234919 | 2002 TJ333             | 5 d'octubre de 2002    | Apache Point         | Sloan Digital Sky Survey    |
| 234920 | 2002 TK350             | 10 d'octubre de 2002   | Apache Point         | Sloan Digital Sky Survey    |
| 234921 | 2002 TZ353             | 10 d'octubre de 2002   | Apache Point         | Sloan Digital Sky Survey    |
| 234922 | 2002 TX364             | 10 d'octubre de 2002   | Apache Point         | Sloan Digital Sky Survey    |
| 234923 | 2002 TR382             | 9 d'octubre de 2002    | Palomar              | NEAT                        |
| 234924 | 2002 TX382             | 15 d'octubre de 2002   | Palomar              | NEAT                        |
| 234925 | 2002 UK2               | 28 d'octubre de 2002   | Socorro              | LINEAR                      |
| 234926 | 2002 UK5               | 28 d'octubre de 2002   | Palomar              | NEAT                        |
| 234927 | 2002 UW9               | 26 d'octubre de 2002   | Haleakala            | NEAT                        |
| 234928 | 2002 UB11              | 28 d'octubre de 2002   | Kvistaberg           | Uppsala-DLR Asteroid Survey |
| 234929 | 2002 UP14              | 30 d'octubre de 2002   | Palomar              | NEAT                        |
| 234930 | 2002 UW21              | 30 d'octubre de 2002   | Haleakala            | NEAT                        |
| 234931 | 2002 UZ24              | 30 d'octubre de 2002   | Kitt Peak            | Spacewatch                  |
| 234932 | 2002 UY26              | 31 d'octubre de 2002   | Socorro              | LINEAR                      |
| 234933 | 2002 UL27              | 31 d'octubre de 2002   | Palomar              | NEAT                        |
| 234934 | 2002 UG28              | 30 d'octubre de 2002   | Palomar              | NEAT                        |
| 234935 | 2002 UW28              | 31 d'octubre de 2002   | Socorro              | LINEAR                      |
| 234936 | 2002 UC35              | 31 d'octubre de 2002   | Socorro              | LINEAR                      |
| 234937 | 2002 UW69              | 30 d'octubre de 2002   | Apache Point         | Sloan Digital Sky Survey    |
| 234938 | 2002 VC10              | 1 de novembre de 2002  | Palomar              | NEAT                        |
| 234939 | 2002 VM20              | 5 de novembre de 2002  | Kvistaberg           | Uppsala-DLR Asteroid Survey |
| 234940 | 2002 VT28              | 5 de novembre de 2002  | Anderson Mesa        | LONEOS                      |
| 234941 | 2002 VO29              | 5 de novembre de 2002  | Socorro              | LINEAR                      |
| 234942 | 2002 VC38              | 5 de novembre de 2002  | Socorro              | LINEAR                      |
| 234943 | 2002 VT38              | 5 de novembre de 2002  | Socorro              | LINEAR                      |
| 234944 | 2002 VB42              | 5 de novembre de 2002  | Palomar              | NEAT                        |
| 234945 | 2002 VY50              | 6 de novembre de 2002  | Anderson Mesa        | LONEOS                      |
| 234946 | 2002 VE56              | 6 de novembre de 2002  | Anderson Mesa        | LONEOS                      |
| 234947 | 2002 VV66              | 6 de novembre de 2002  | Socorro              | LINEAR                      |
| 234948 | 2002 VF68              | 4 de novembre de 2002  | La Palma             | La Palma                    |
| 234949 | 2002 VL68              | 7 de novembre de 2002  | Socorro              | LINEAR                      |
| 234950 | 2002 VH69              | 8 de novembre de 2002  | Socorro              | LINEAR                      |
| 234951 | 2002 VL86              | 8 de novembre de 2002  | Socorro              | LINEAR                      |
| 234952 | 2002 VQ95              | 11 de novembre de 2002 | Anderson Mesa        | LONEOS                      |
| 234953 | 2002 VB97              | 12 de novembre de 2002 | Anderson Mesa        | LONEOS                      |
| 234954 | 2002 VL124             | 11 de novembre de 2002 | Socorro              | LINEAR                      |
| 234955 | 2002 VF140             | 13 de novembre de 2002 | Palomar              | NEAT                        |
| 234956 | 2002 VL140             | 13 de novembre de 2002 | Palomar              | NEAT                        |
| 234957 | 2002 VK147             | 3 de novembre de 2002  | Palomar              | NEAT                        |
| 234958 | 2002 WD4               | 24 de novembre de 2002 | Palomar              | NEAT                        |
| 234959 | 2002 WC8               | 24 de novembre de 2002 | Palomar              | NEAT                        |
| 234960 | 2002 WS13              | 28 de novembre de 2002 | Campo Imperatore     | CINEOS                      |
| 234961 | 2002 WO14              | 28 de novembre de 2002 | Anderson Mesa        | LONEOS                      |
| 234962 | 2002 WG18              | 30 de novembre de 2002 | Socorro              | LINEAR                      |
| 234963 | 2002 WU29              | 22 de novembre de 2002 | Palomar              | NEAT                        |
| 234964 | 2002 XH5               | 4 de desembre de 2002  | Socorro              | LINEAR                      |
| 234965 | 2002 XQ5               | 1 de desembre de 2002  | Socorro              | LINEAR                      |
| 234966 | 2002 XM7               | 2 de desembre de 2002  | Socorro              | LINEAR                      |
| 234967 | 2002 XQ15              | 3 de desembre de 2002  | Palomar              | NEAT                        |
| 234968 | 2002 XR65              | 12 de desembre de 2002 | Socorro              | LINEAR                      |
| 234969 | 2002 XV76              | 11 de desembre de 2002 | Socorro              | LINEAR                      |
| 234970 | 2002 XG89              | 10 de desembre de 2002 | Palomar              | NEAT                        |
| 234971 | 2002 XS105             | 5 de desembre de 2002  | Anderson Mesa        | LONEOS                      |
| 234972 | 2002 YH2               | 27 de desembre de 2002 | Socorro              | LINEAR                      |
| 234973 | 2002 YA5               | 28 de desembre de 2002 | Socorro              | LINEAR                      |
| 234974 | 2002 YD5               | 28 de desembre de 2002 | Socorro              | LINEAR                      |
| 234975 | 2002 YG14              | 31 de desembre de 2002 | Socorro              | LINEAR                      |
| 234976 | 2002 YW24              | 31 de desembre de 2002 | Socorro              | LINEAR                      |
| 234977 | 2002 YX25              | 31 de desembre de 2002 | Socorro              | LINEAR                      |
| 234978 | 2003 AL3               | 3 de gener de 2003     | Socorro              | LINEAR                      |
| 234979 | 2003 AR14              | 2 de gener de 2003     | Anderson Mesa        | LONEOS                      |
| 234980 | 2003 AO16              | 5 de gener de 2003     | Socorro              | LINEAR                      |
| 234981 | 2003 AB33              | 5 de gener de 2003     | Socorro              | LINEAR                      |
| 234982 | 2003 AE33              | 5 de gener de 2003     | Socorro              | LINEAR                      |
| 234983 | 2003 AJ33              | 5 de gener de 2003     | Socorro              | LINEAR                      |
| 234984 | 2003 AM52              | 5 de gener de 2003     | Socorro              | LINEAR                      |
| 234985 | 2003 AS59              | 5 de gener de 2003     | Socorro              | LINEAR                      |
| 234986 | 2003 AY63              | 7 de gener de 2003     | Socorro              | LINEAR                      |
| 234987 | 2003 AJ82              | 13 de gener de 2003    | Socorro              | LINEAR                      |
| 234988 | 2003 AE94              | 5 de gener de 2003     | Anderson Mesa        | LONEOS                      |
| 234989 | 2003 BA6               | 23 de gener de 2003    | Kitt Peak            | Spacewatch                  |
| 234990 | 2003 BX9               | 26 de gener de 2003    | Palomar              | NEAT                        |
| 234991 | 2003 BW15              | 26 de gener de 2003    | Anderson Mesa        | LONEOS                      |
| 234992 | 2003 BE17              | 26 de gener de 2003    | Haleakala            | NEAT                        |
| 234993 | 2003 BY41              | 26 de gener de 2003    | Palomar              | NEAT                        |
| 234994 | 2003 BX44              | 27 de gener de 2003    | Socorro              | LINEAR                      |
| 234995 | 2003 BP60              | 27 de gener de 2003    | Palomar              | NEAT                        |
| 234996 | 2003 BM61              | 27 de gener de 2003    | Haleakala            | NEAT                        |
| 234997 | 2003 BR61              | 27 de gener de 2003    | Haleakala            | NEAT                        |
| 234998 | 2003 BQ67              | 27 de gener de 2003    | Socorro              | LINEAR                      |
| 234999 | 2003 BB74              | 29 de gener de 2003    | Palomar              | NEAT                        |
| 235000 | 2003 BR82              | 31 de gener de 2003    | Socorro              | LINEAR                      |